# Grand Louvre
Con la definizione francese di Grand Louvre si è soliti riferirsi ad un progetto decennale iniziato dal presidente francese François Mitterrand nel 1981 con l'intento di espandere e rimodellare il museo del Louvre ed il suo palazzo, spostando il Ministero dell'Economia e delle Finanze francese che dal 1871 si trovava nell'ala nord del Louvre in un altro luogo. Il punto focale di questo nuovo progetto fu indubbiamente la Piramide del Louvre, disegnata dall'architetto sino-americano I. M. Pei, uno dei componenti più controversi dell'intero progetto. Il Grand Louvre venne in gran parte completato sul finire degli anni '90, anche se gli ultimi lavori vennero rifiniti nel decennio successivo.

## Antefatto

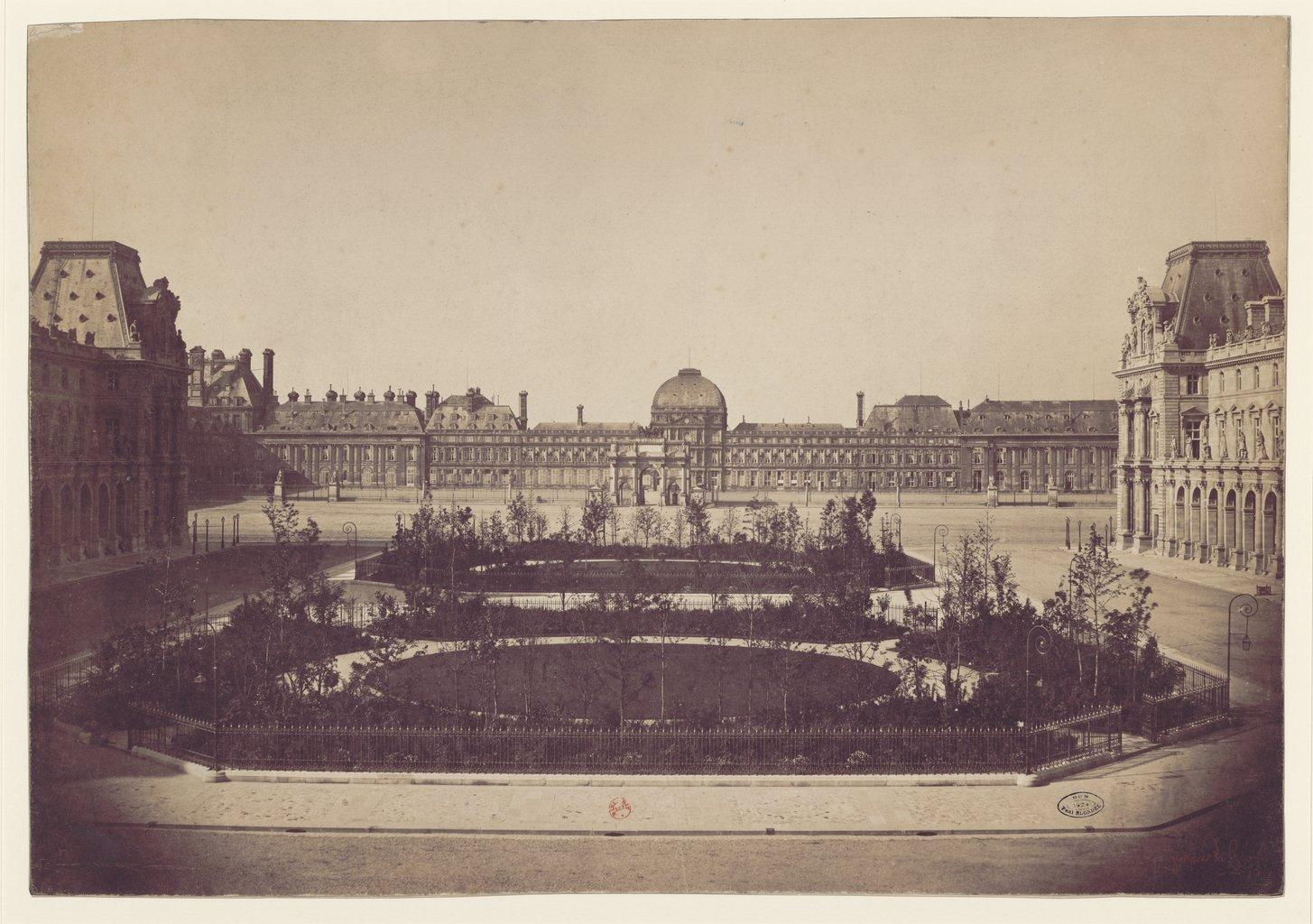
I giardini in quella che è l'attuale Cour Napoléon, col Palazzo delle Tuileries sullo sfondo in una fotografia del 1859.

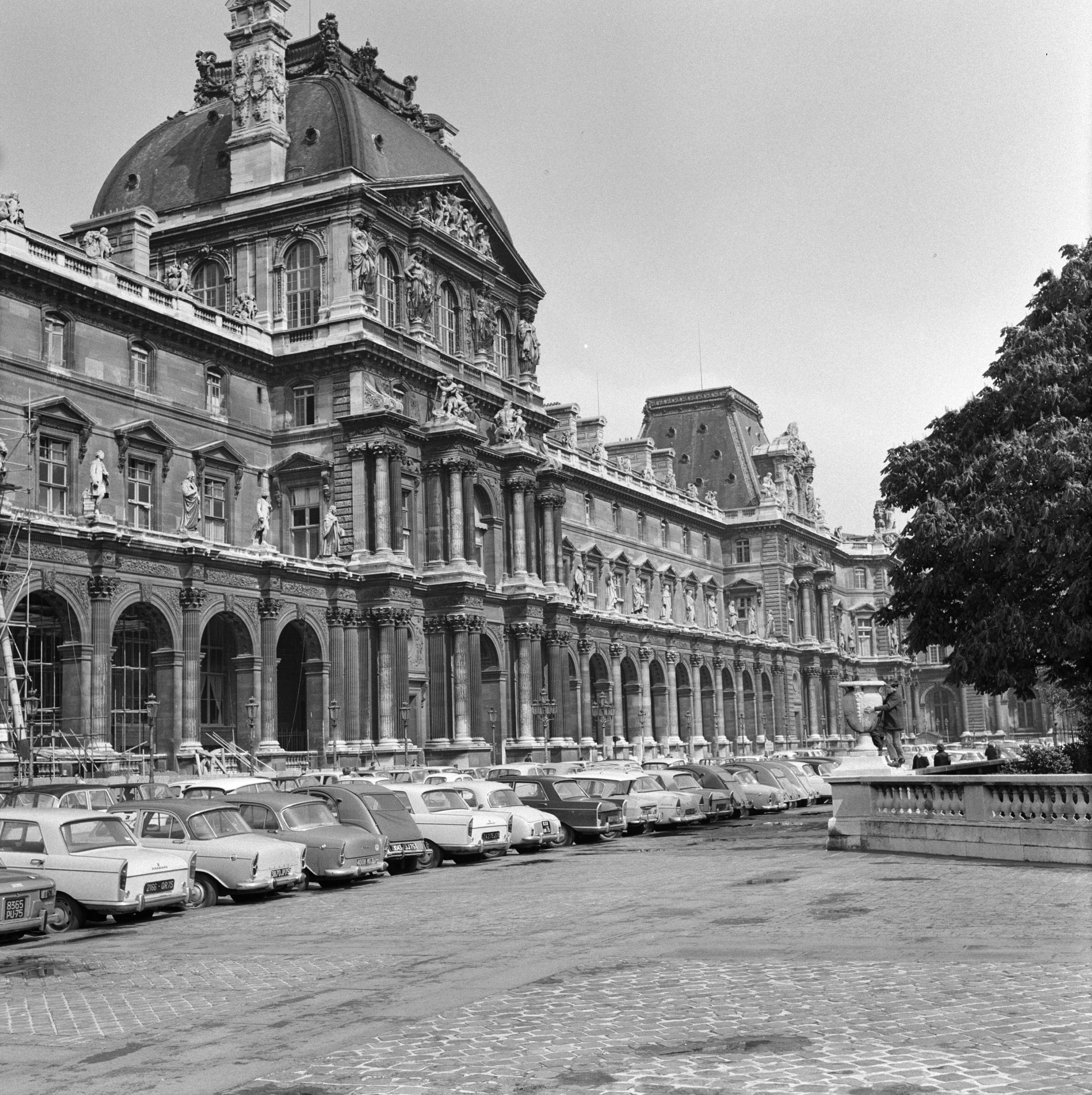
Automobili degli impiegati del ministero delle finanze francese parcheggiate nella Cour Napoléon, 1965.

Dopo la decisione di Luigi XIV di trasferire la propria corte a Versailles negli anni '60 del Seicento, il Palazzo del Louvre cessò di essere utilizzato come vero e proprio palazzo reale, ma venne sfruttato solo occasionalmente dal sovrano, alloggiandovi normalmente diversi corpi di stato e istituzioni. Anche dopo la fondazione del museo del Louvre nel 1793, molte altre attività continuarono a persistere presso il palazzo. Questo uso misto venne mantenuto anche durante la campagna di espansione del Louvre da parte di Napoleone III che portò al dislocamento di alcuni uffici amministrativi nell'ala nord del complesso ed infine, dal 1871, la creazione della sede in loco del ministero delle finanze francese.
L'espansione delle collezioni del museo, assieme al graduale necessità di una migliore definizione degli spazi museali rispetto a spazi giudicati "altri", portò ben presto il Louvre a trovarsi a corto di spazi. Per questo, la collezione di artefatti precolombiani del musée américain venne trasferita nel 1887 al nuovo Musée d'Ethnographie du Trocadéro; nel 1905 le collezioni etnografiche del Musée de Marine vennero divise tra il museo del Trocadero, il Museo Nazionale Archeologico ed il Museo Cinese di Fontainebleau; la collezione di arte asiatica del Louvre passò al Museo Guimet nel 1945 e gran parte delle opere successive al 1848 passarono al Musée d'Orsay agli inizi degli anni '80 del Novecento.
Con l'apertura ad ogni modo di nuovi spazi didattici, negozi, ristoranti e caffè, oltre a sale per la sicurezza, guardaroba e servizi igienici, il museo si trovò ben presto ancora a corto di spazi. Gli esterni del palazzo, inoltre, erano stati in parte danneggiati durante la comune di Parigi (che portò alla distruzione del Palazzo delle Tuileries nel 1871) durante il secondo impero francese e non erano mai stati restaurati. Nel cortile centrale, i due giardini di forma ottagonale apparivano abbandonati e circondati da parcheggi concessi in uso al ministero delle finanze per i propri dipendenti.
La soluzione più immediata e naturale fu quella di spostare il ministero delle finanze francese in altra location, ridonando l'ala nord del palazzo al museo. Questa opzione venne invocata per la prima volta nel 1950 da Georges Salles, allora capo dell'amministrazione francese dei musei, e poi da altri esperti e curatori. Ad ogni modo questo progetto trovò l'opposizione del ministero delle finanze e in particolare dei suoi dipendenti.

## Annuncio del progetto e controversie

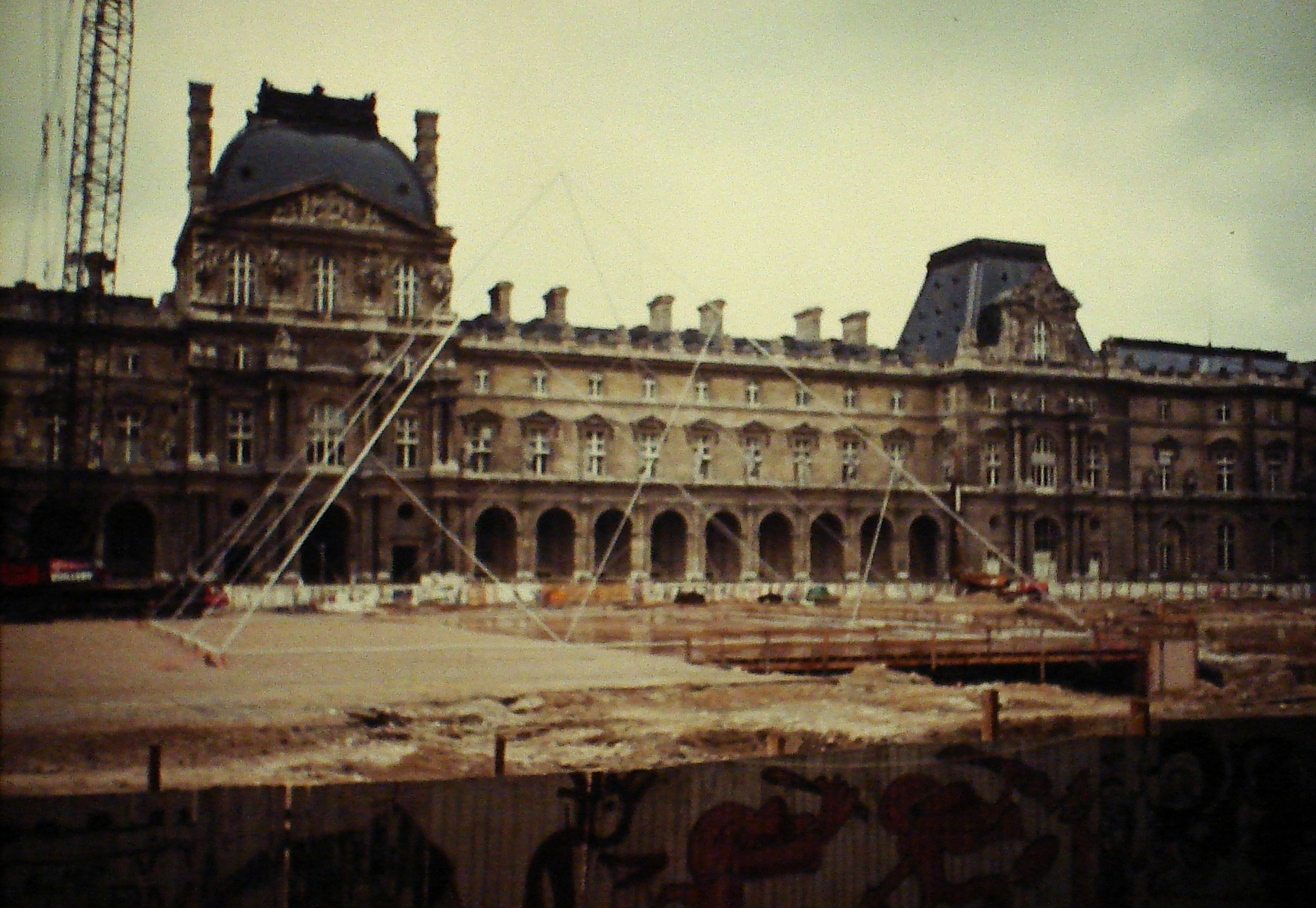
Un modello a scala reale della piramide venne montato nel 1985 presso il Louvre con l'intento di persuadere i critici ad abituarsi alla sua forma

François Mitterrand, inaspettatamente, annunciò la sua decisione di spostare infine il ministero delle finanze francese dal Louvre e di ridonare spazio al museo nella sua prima conferenza come presidente della Francia il 24 settembre 1981. È probabile che l'influenza della storica dell'arte Anne Pingeot, curatrice del Louvre dal 1972 e per lungo tempo amante segreta di Mitterrand, giocò un ruolo significativo in questa decisione, come pure nella scelta del nuovo ministro della cultura nella persona di Jack Lang. Il progetto, immediatamente soprannominato Grand Louvre, fu il primo dei grandi progetti messi in campo da Mitterrand assieme all'Arab World Institute, al Grande Arche, all'Opéra Bastille e poi alla nuova sede della Biblioteca nazionale di Francia e del Centro culturale Jean-Marie Tjibaou; a queste opere si aggiunse ovviamente la nuova sede del ministero delle finanze di Francia, collocato nel sobborgo parigino di Bercy.
Il progetto sin dalla sua presentazione incontrò diverse critiche, sia sul piano dei costi, sia sul piano degli spostamenti e dei mutamenti che questa decisione avrebbe comportato. Nel frattempo, il 27 luglio 1983, Mitterrand annunciò la sua decisione di affidare un'opera importante all'architetto sino-americano I. M. Pei, che già aveva lavorato in luoghi importanti come il Museum of Fine Arts di Boston e la National Gallery of Art di Washington DC. Pei propose per il Louvre la realizzazione di una piramide in vetro nello spazio del cortile interno del Louvre, disegnata sul finire del 1983 e presentata al pubblico all'inizio del 1984, il che attirò delle controversie ulteriori: oltre che sul piano estetico, la piramide venne criticata soprattutto sul piano politico per lo stile "monarchico" di leadership di Mitterrand di cui quel monumento era visto come un simbolo evidente. La campagna contro la piramide raggiunse il proprio picco massimo nel 1985, con la creazione da parte dell'ex ministro della cultura Michel Guy di un'associazione con l'intento di opporsi a questo progetto, e la pubblicazione di un'opera dal titolo Paris mystifié: La grande illusion du Grand Louvre, supportata da diversi personaggi di spicco come Bruno Foucart, Sébastien Loste e Antoine Schnapper, con la prefazione del celebre fotografo Henri Cartier-Bresson.

Mitterrand, pur davanti a queste critiche, riuscì comunque a portare avanti il proprio progetto. Per dare il senso di pieno compimento al suo progetto, già dal gennaio del 1986 ordinò al suo ministro delle finanze, Pierre Bérégovoy, di trasferirsi altrove col proprio ufficio. Con il rimpasto alle elezioni del 1986, il nuovo ministro delle finanze Édouard Balladur annunciò che avrebbe fatto ritorno al Louvre, ma la sua idea non riuscì a prevalere. Lo spostamento del ministero venne anzi accelerato dalla rielezione di Mitterrand nel 1988. L'11 luglio 1989 Bérégovoy, nuovamente ministro delle finanze, restituì simbolicamente a Mitterrand le chiavi del suo ufficio al Louvre.

## La prima fase: la piramide e gli spazi sotterranei

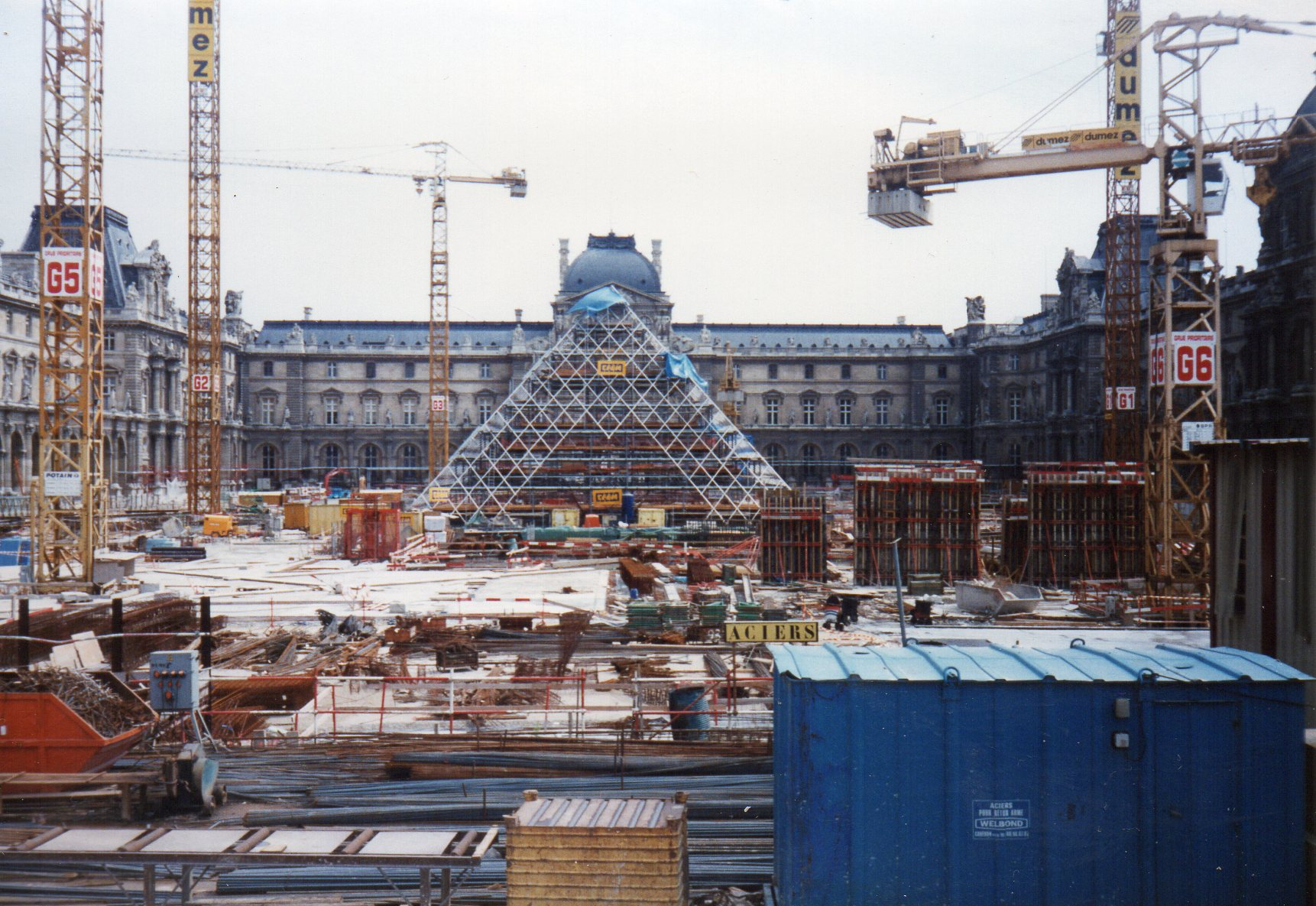
La piramide in costruzione, agosto 1987.

I lavori nella prima fase del progetto iniziarono con diversi scavi archeologici a partire dal marzo del 1984, comprendenti l'area non scavata durante l'espansione del Louvre di Napoleone III negli anni '50 dell'Ottocento. Gli scavi si portarono anche nella Cour Carrée, dove già nel 1866 erano stati ritrovati i resti del Castello medievale del Louvre assieme ad altri scavi condotti negli anni '80 del medesimo secolo, senza ad ogni modo essere esplorati in maniera completa. La rinnovata Cour Carrée venne inaugurata il 26 giugno 1986.
Col completamento della piramide sul finire del 1987, il piazzale attorno venne riaperto al pubblico il 14 ottobre 1988 dopo il riposizionamento di una copia in bronzo della statua equestre di Luigi XIV realizzata a suo tempo dal Bernini e posta alla fine dell'axe historique di Parigi. La piramide stessa, assieme alle aree circostanti, venne aperta al pubblico il 29 marzo 1989. Tra i punti ora aperti al pubblico vi furono tutti gli scavi del Louvre medievale tra cui spiccava una sala gotica particolarmente ben conservata soprannominata salle Saint-Louis.
Anche internamente vennero compiuti dei lavori nell'ambito del progetto: le gallerie della pittura francese del XVIII e XIX secolo al secondo piano della Cour Carrée, disegnate da Italo Rota, vennero riaperte al pubblico il 18 dicembre 1992.

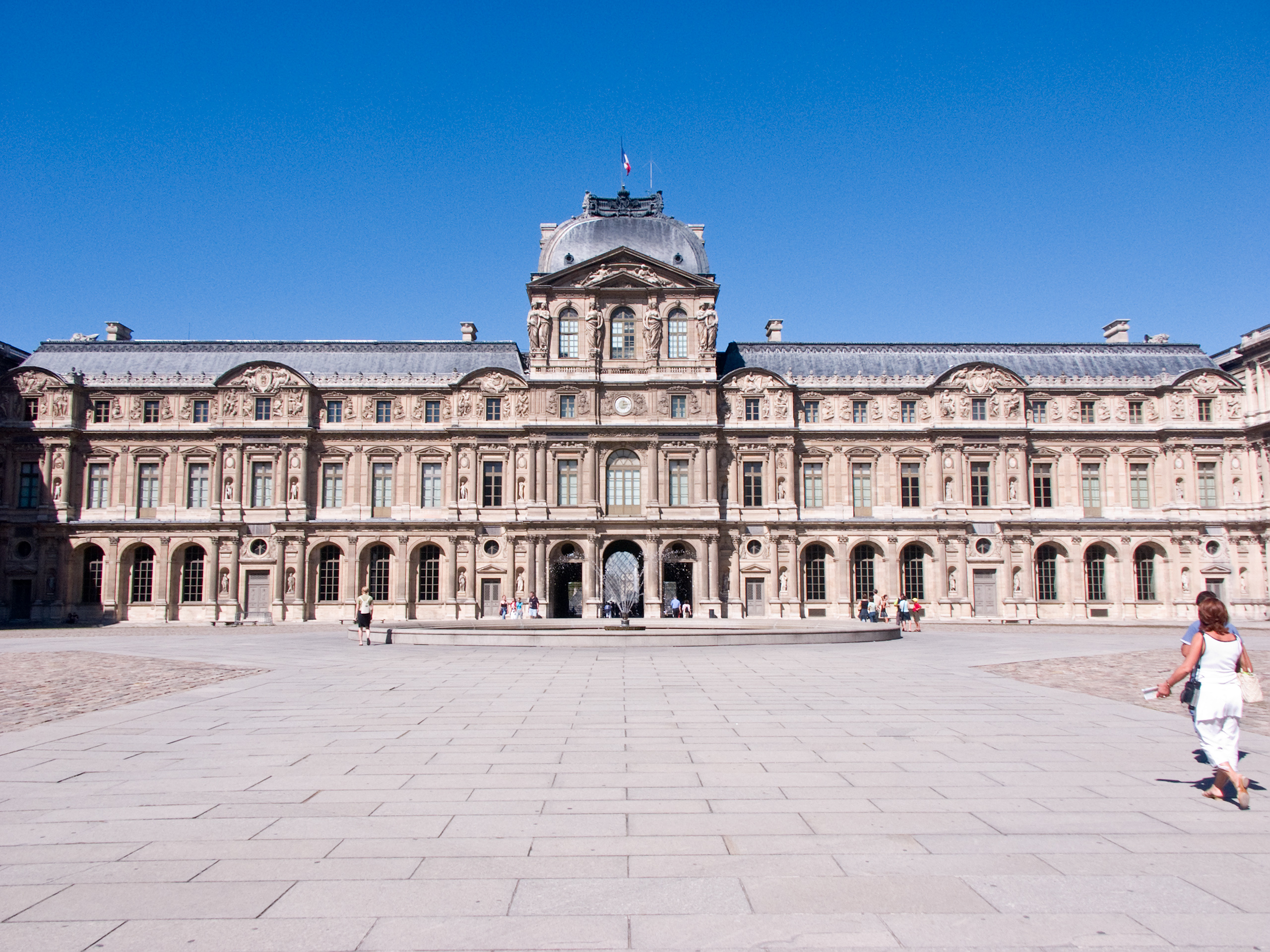
La Cour Carrée dopo il restauro della metà degli anni '80 del Novecento
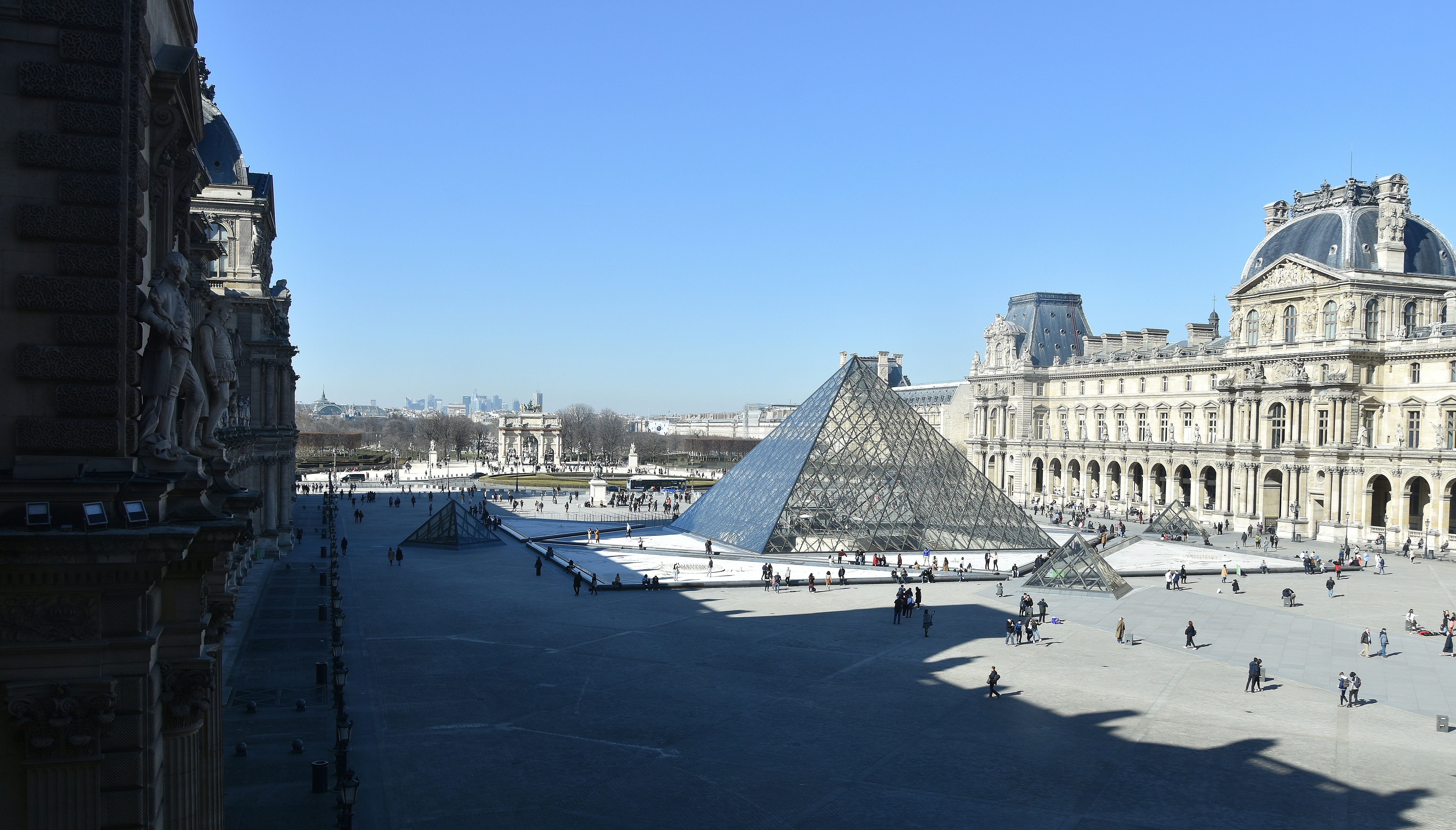
La piramide
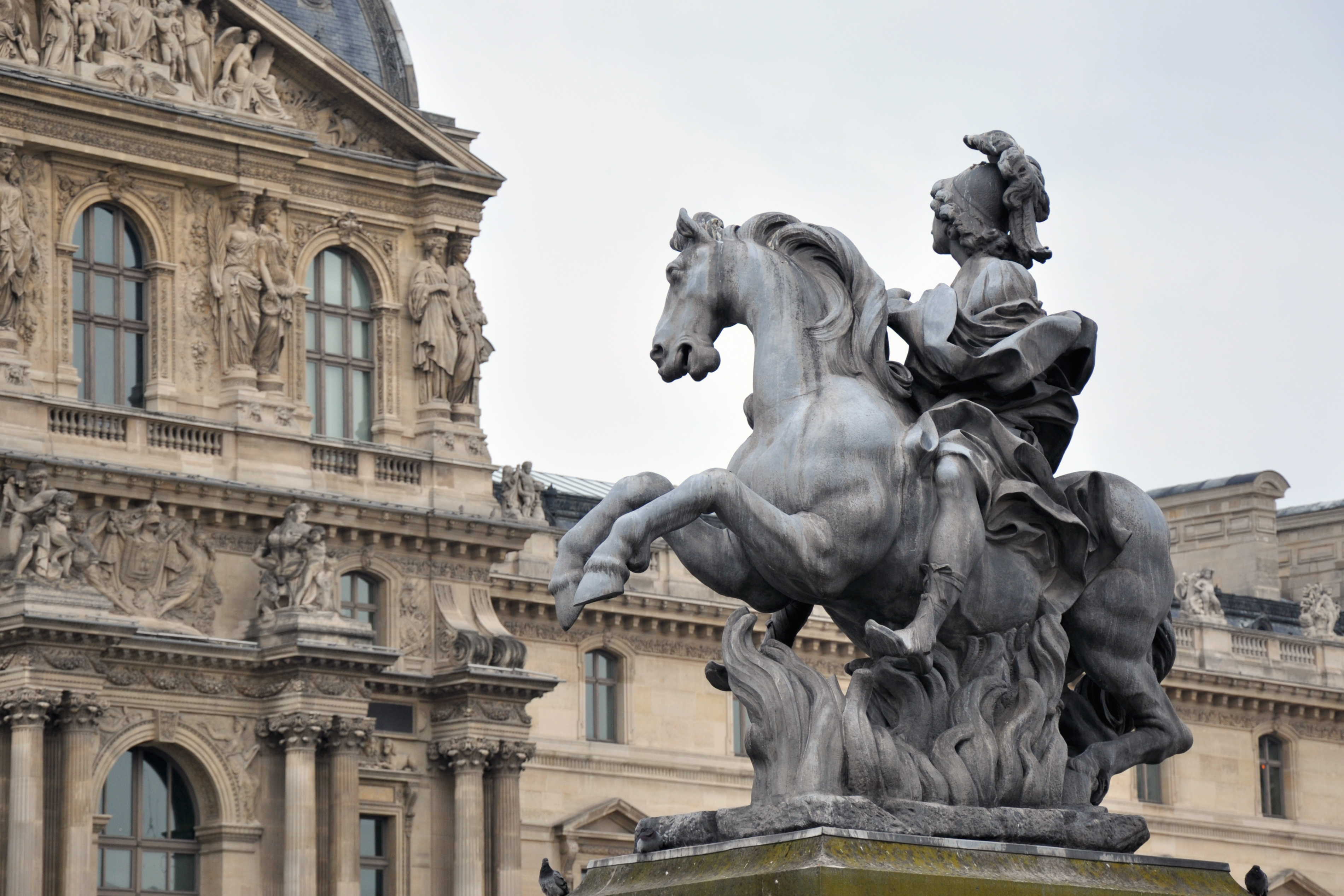
La statua di Luigi XIV, copia dell'originale in marmo del Bernini
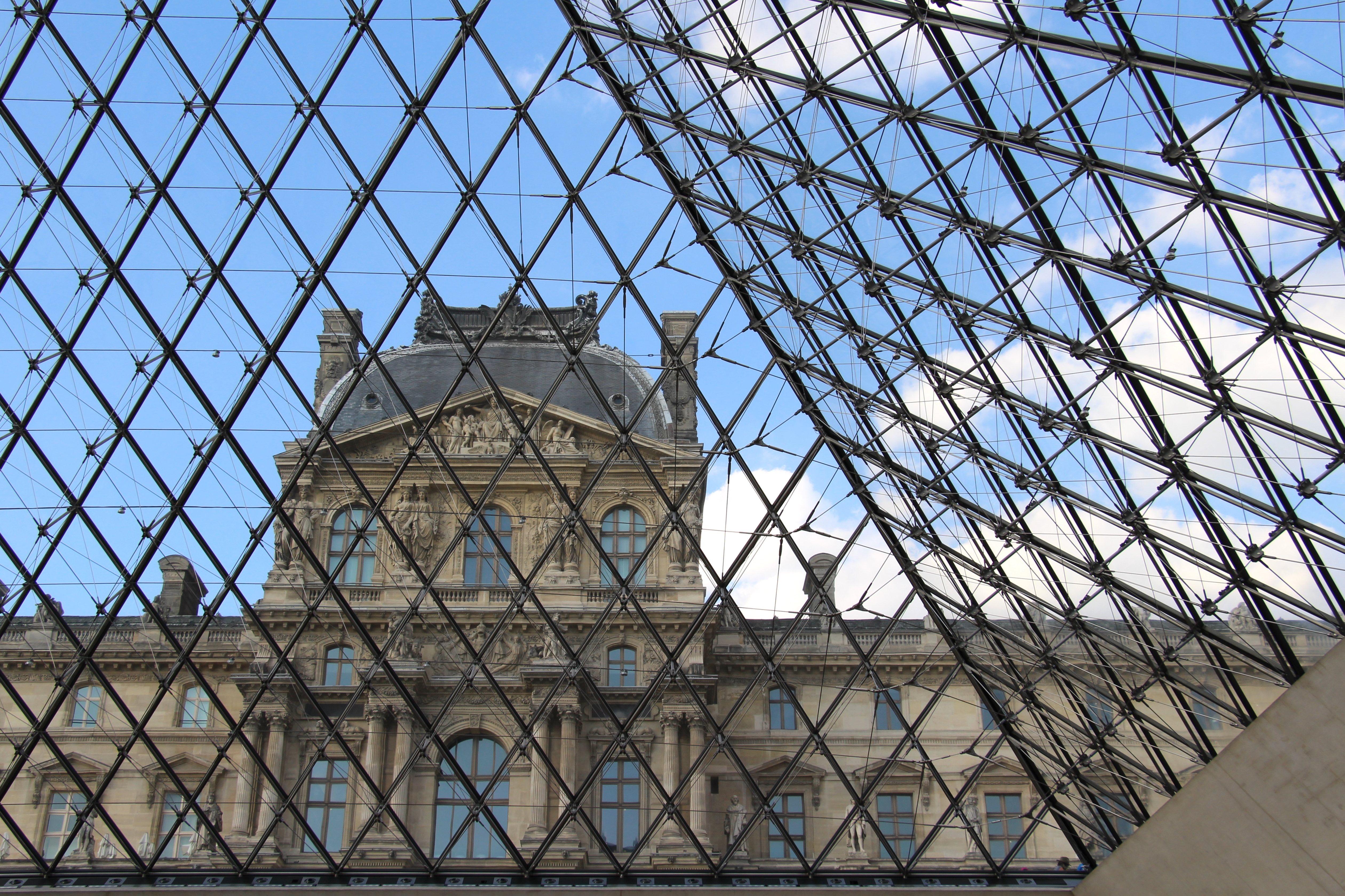
Il pavillon Richelieu visto attraverso la piramide
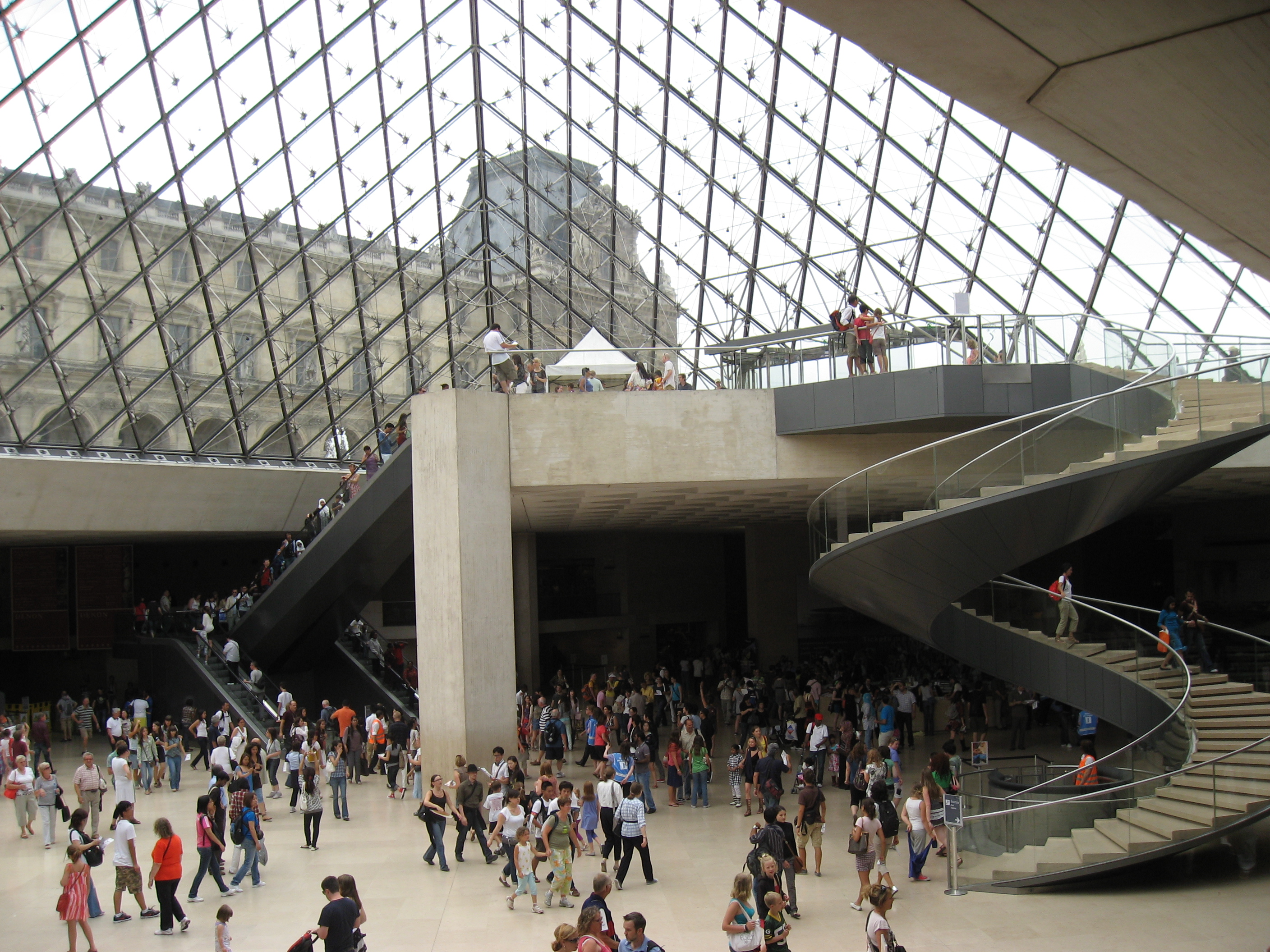
La scalinata a spirale della Hall Napoléon
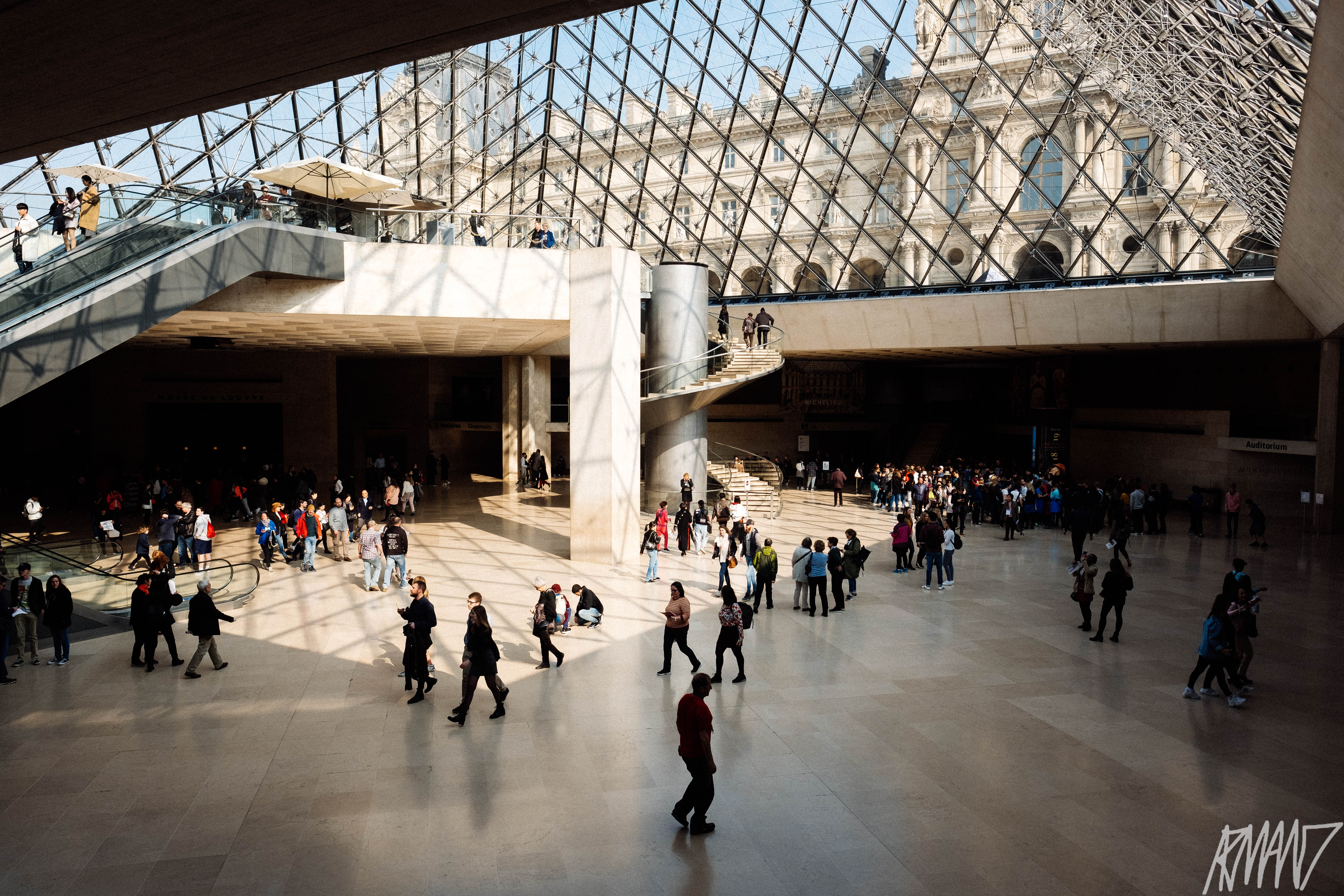
Hall Napoléon con l'ala Richelieu sullo sfondo
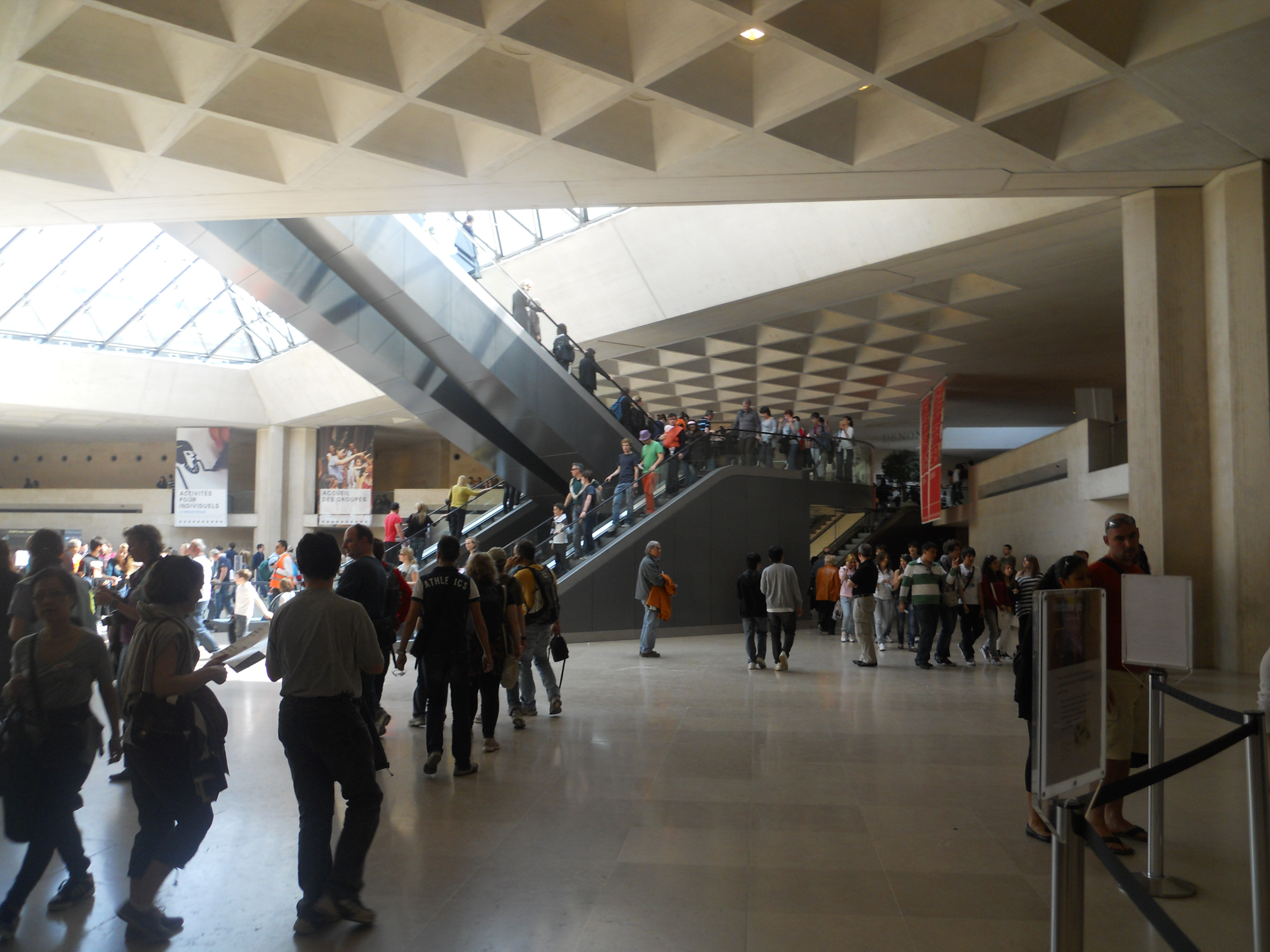
Scale mobili nella Hall Napoléon
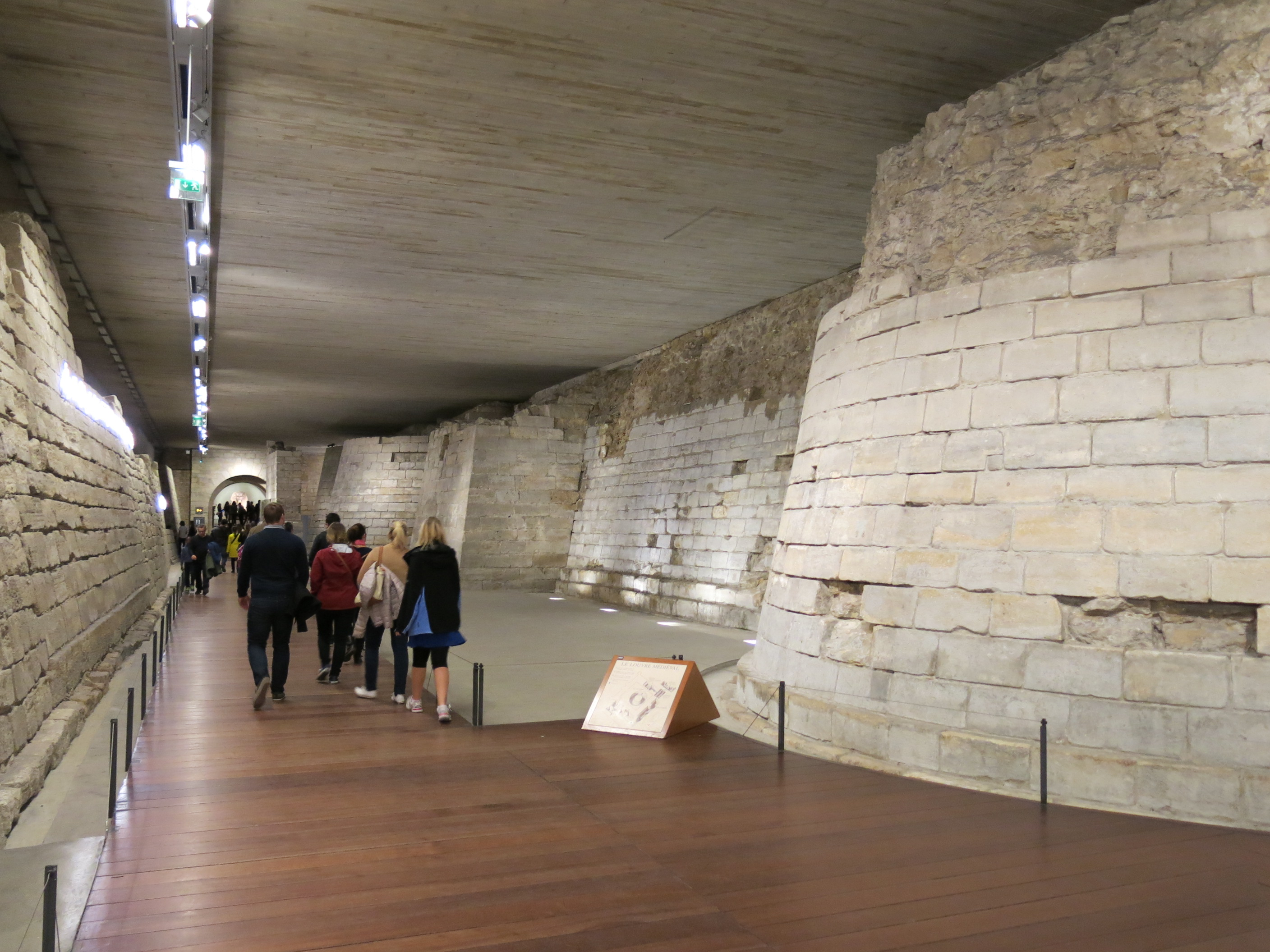
L'antico fossato del castello del Louvre
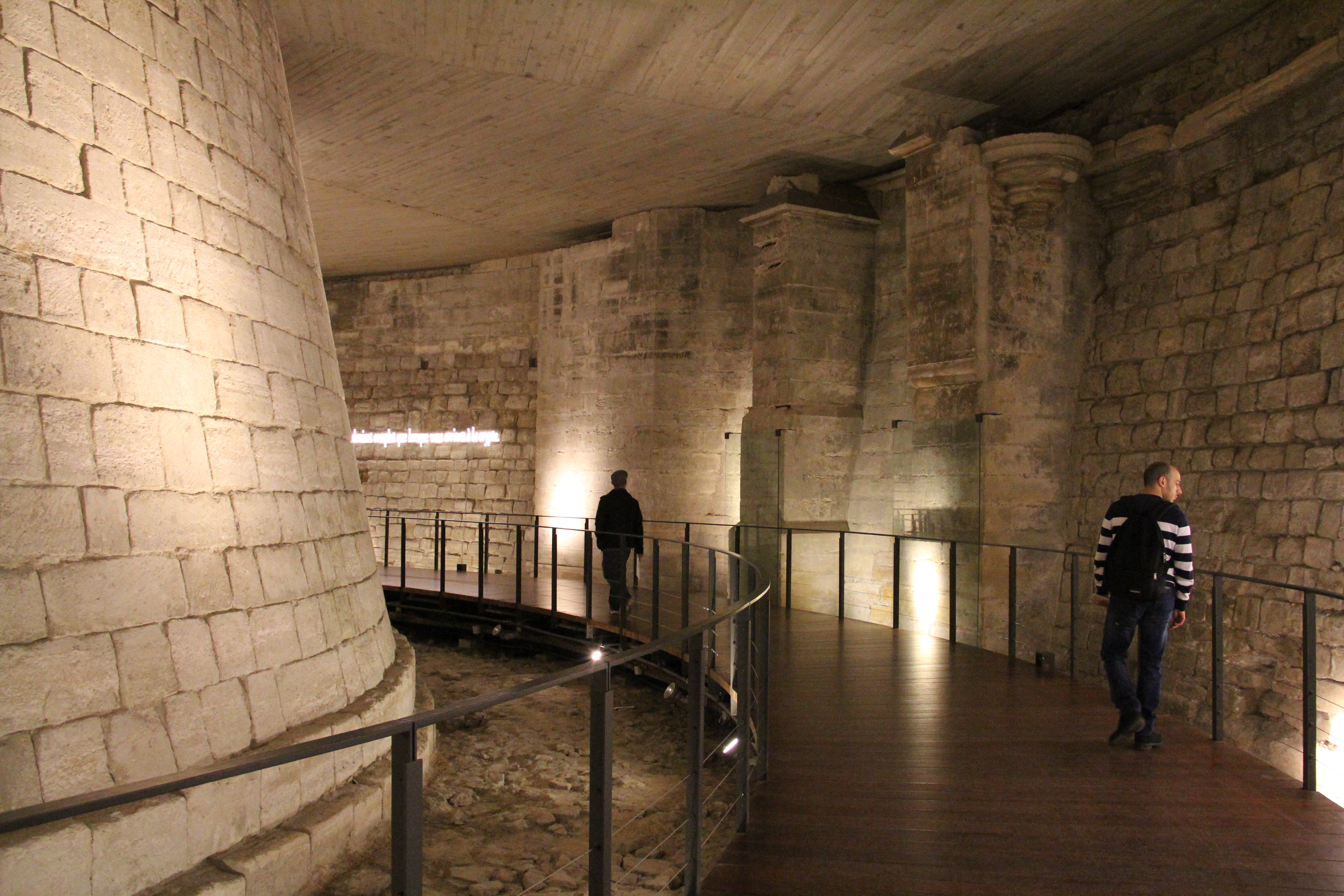
Gli scavi del Louvre medievale
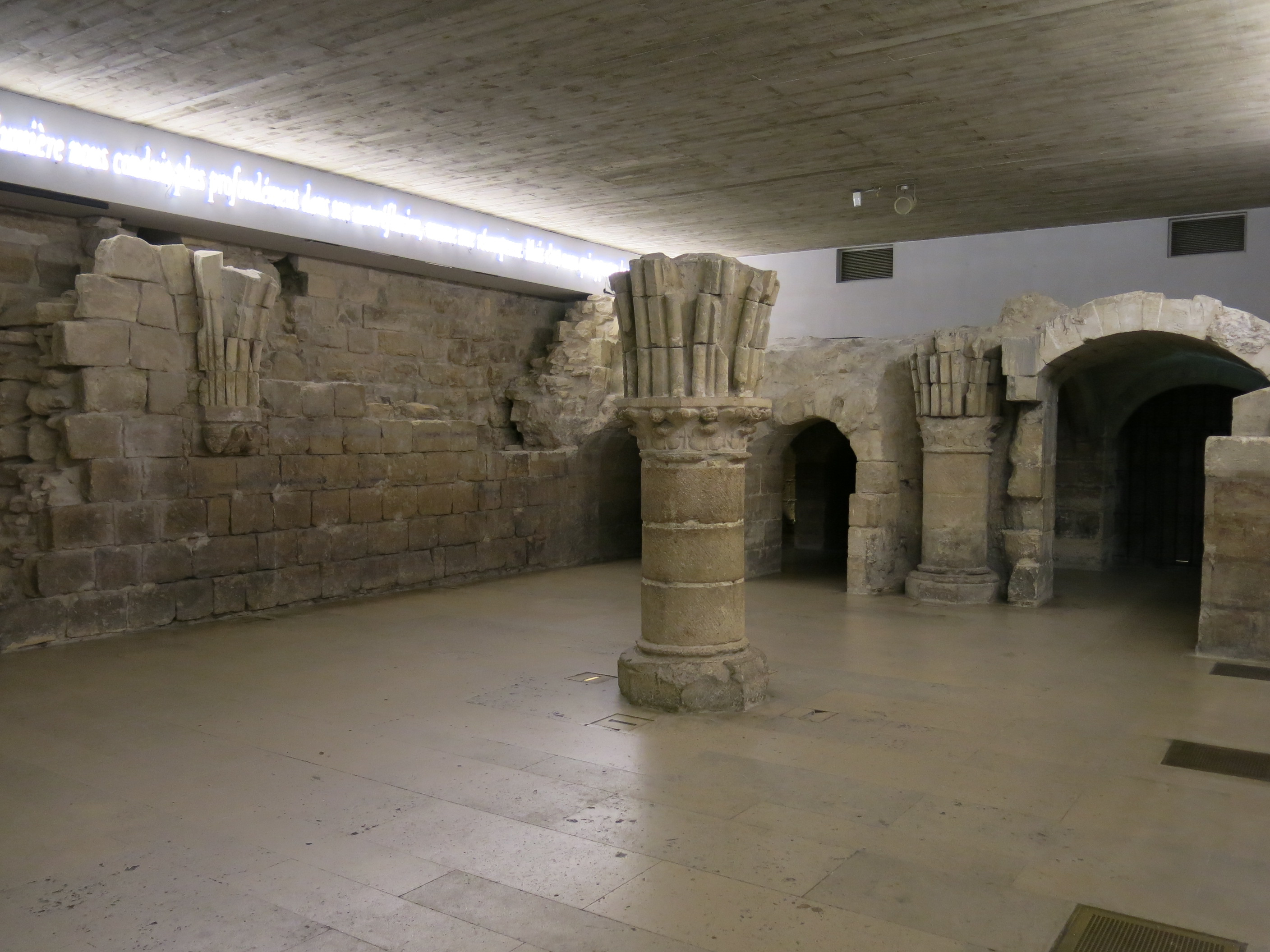
La Salle Saint-Louis
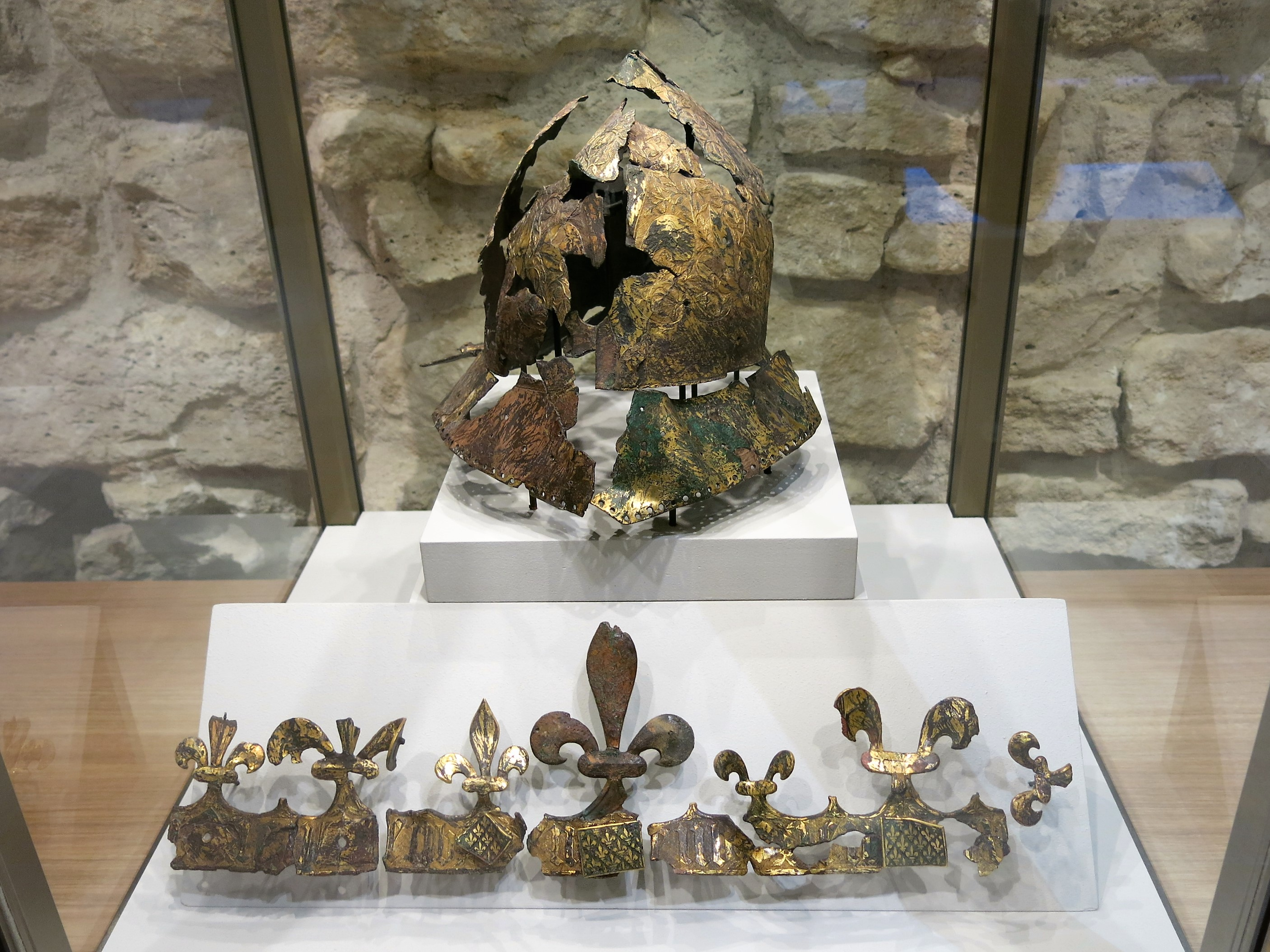
Resti dell'elmo cerimoniale di Carlo VI di Francia ritrovati durante gli scavi
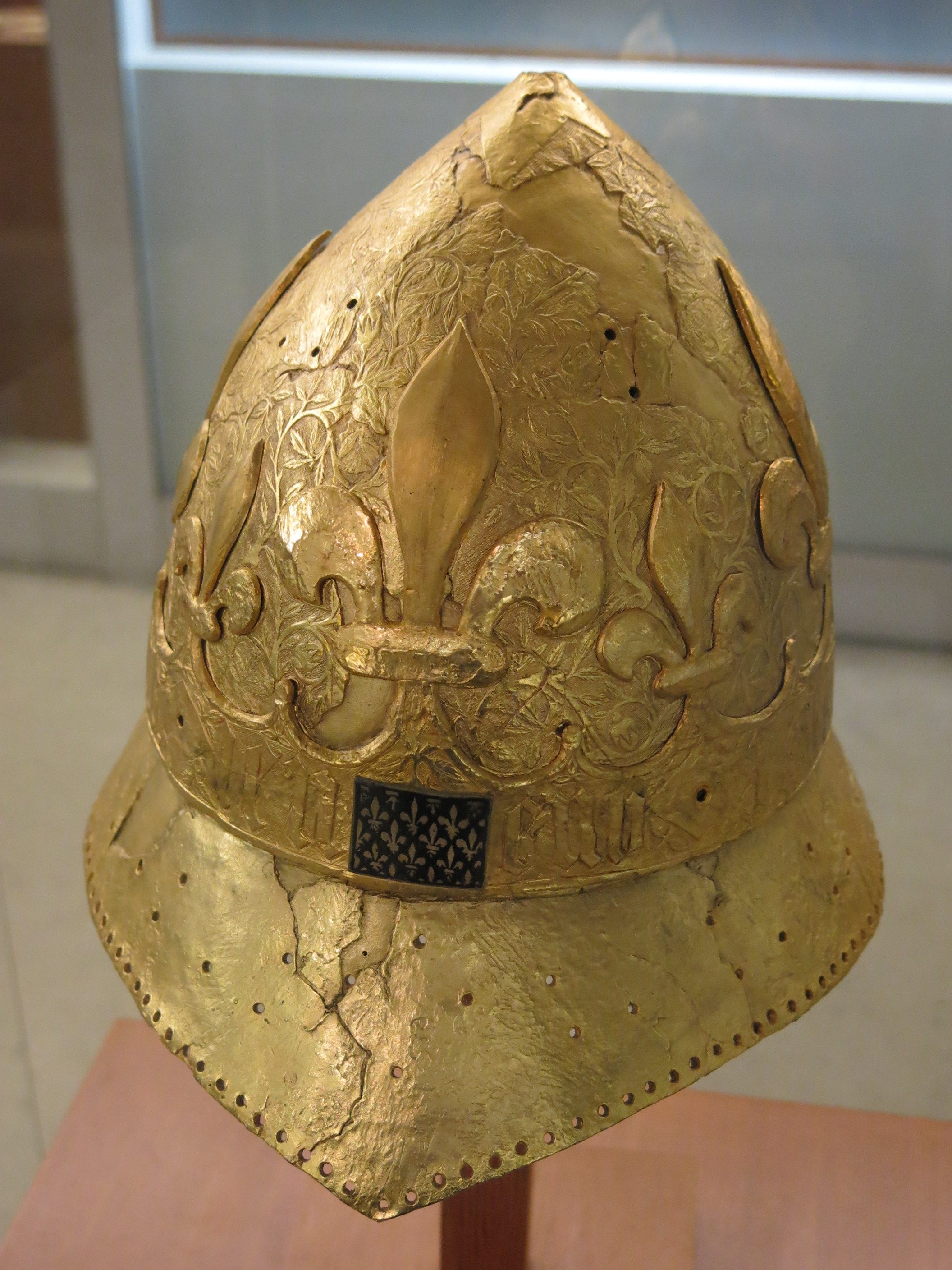
Ricostruzione dell'elmo di Carlo VI

## La seconda fase: L'ala Richelieu ed il Carrousel
Il 18 novembre 1993, Mitterrand inaugurò la seconda fase dei lavori del progetto Grand Louvre: l'ala nord (Rchelieu) che era precedentemente stata destinata al ministero delle finanze, divenne il centro di questi nuovi lavori intrapresi da Pei e dagli architetti francesi Michel Macary e Jean-Michel Wilmotte. Tra il gennaio del 2000 ed il luglio del 2001 rispettivamente, altre sale vennero aperte nell'ala Richelieu, dedicate alle arti decorative del XIX secolo (primo piano) ed alla pittura nordeuropea (secondo piano).
Un'ulteriore area sotterranea nota come Carrousel du Louvre, appena sotto la Pyramide Inversée disegnata da Pei e Macary, venne aperta tra l'ottobre e il novembre del 1993. Come nella prima fase, anche questa nuova si aprì con nuovi scavi nel maggio del 1989 che riportarono alla luce una lunga sezione delle mura di Carlo V risalenti al XIV secolo.

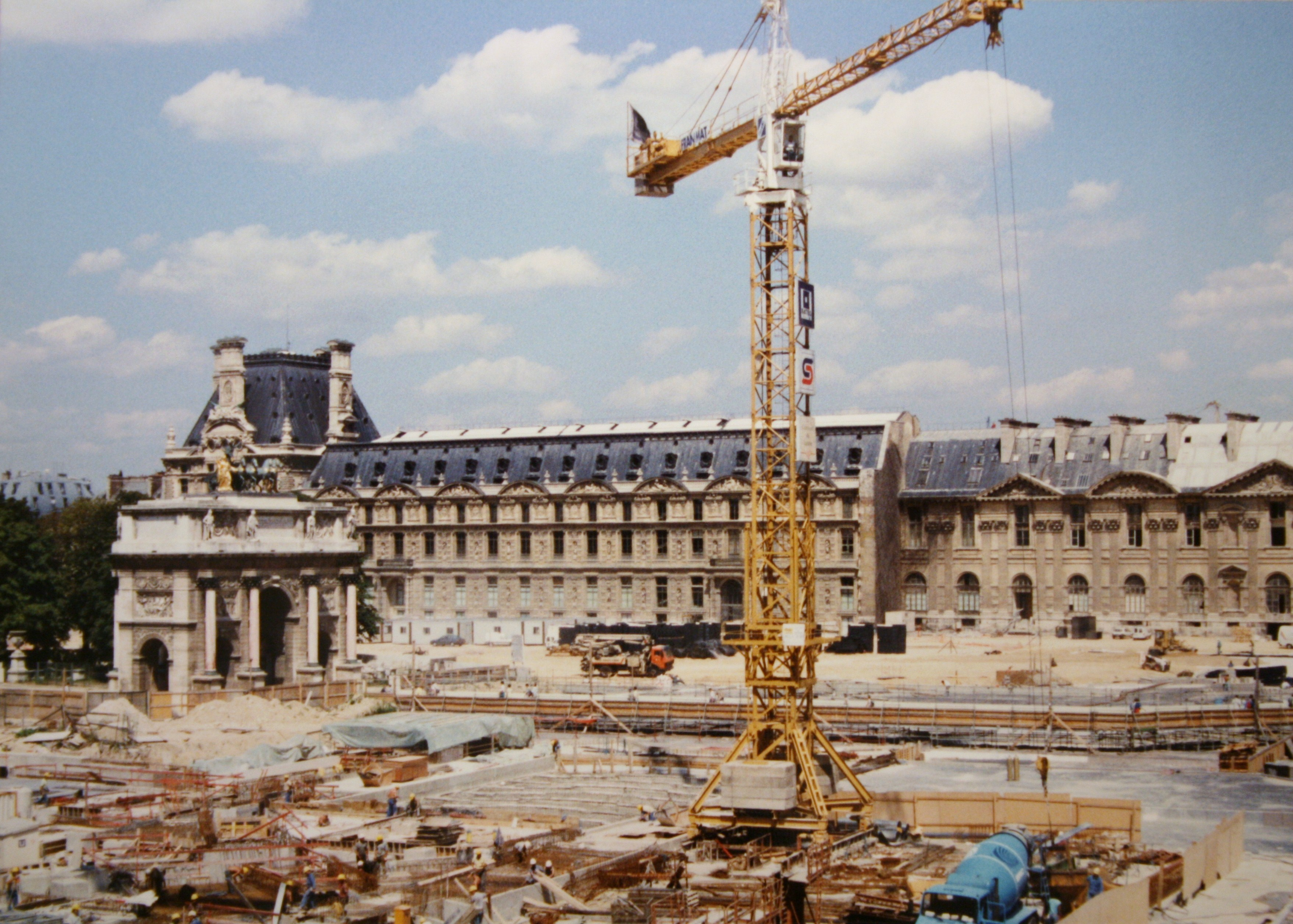
Il Carrousel du Louvre in costruzione, 1993
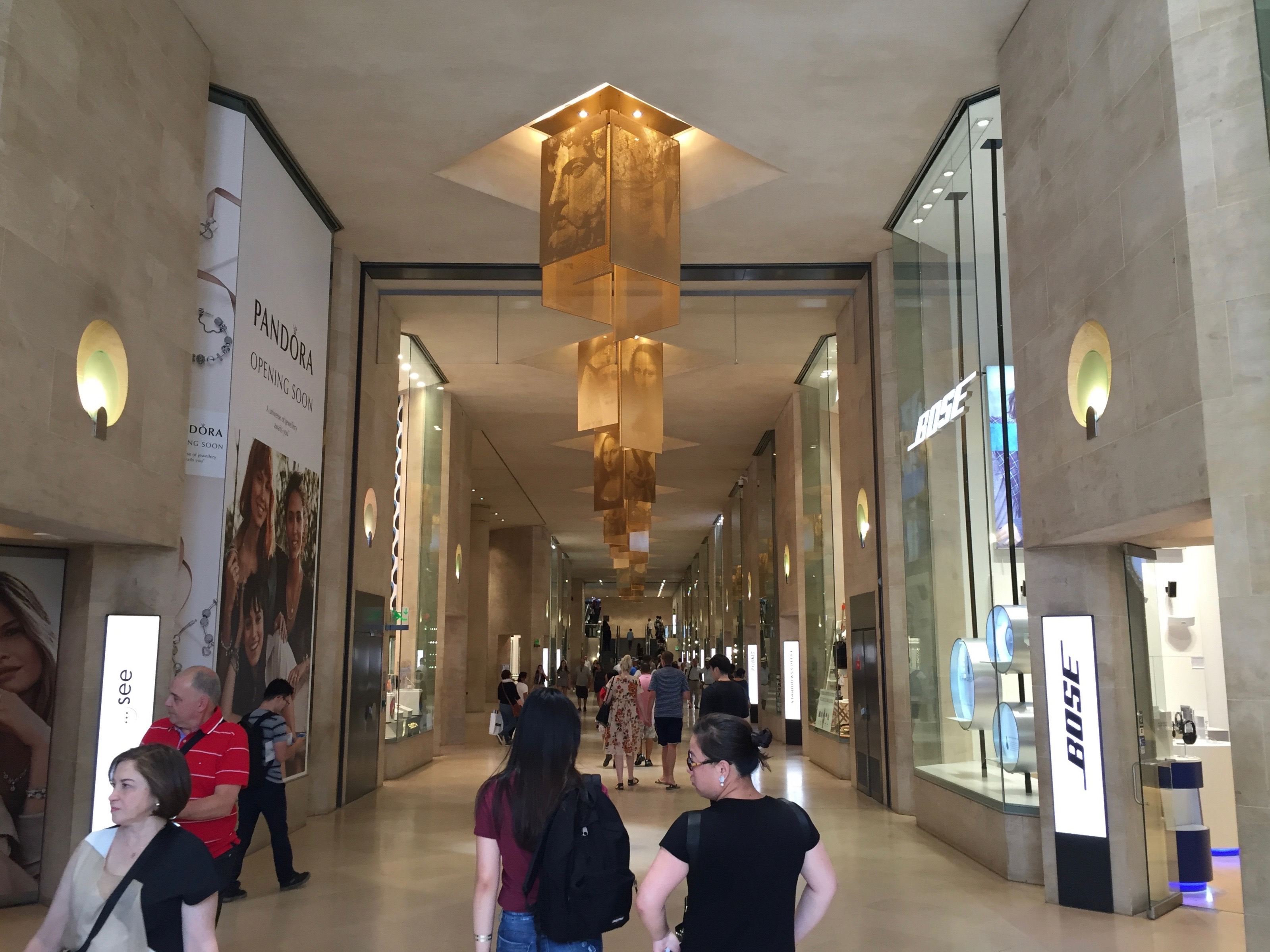
Lo shopping center del Carrousel du Louvre
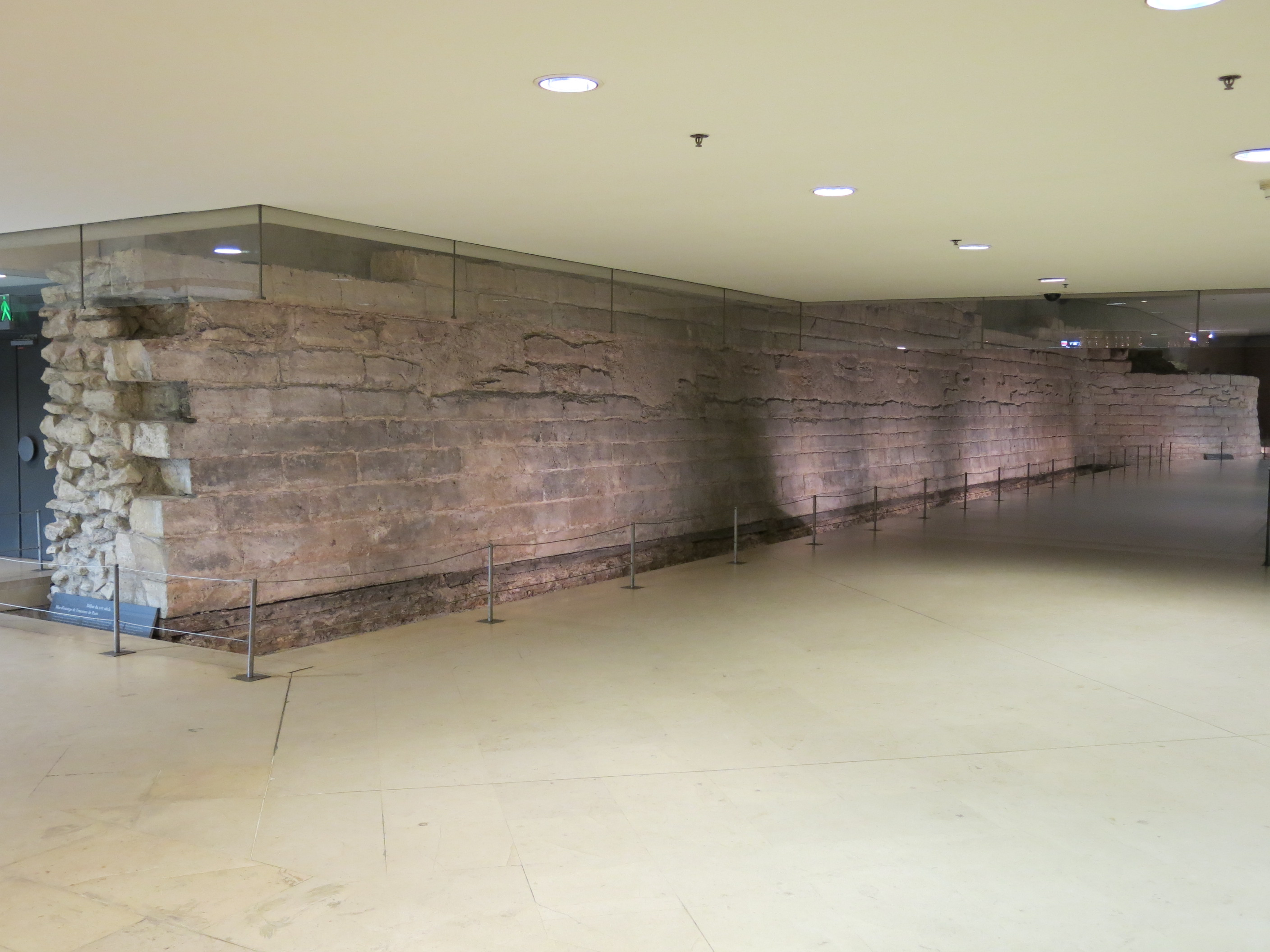
Mura di Carlo V nel Carrousel du Louvre
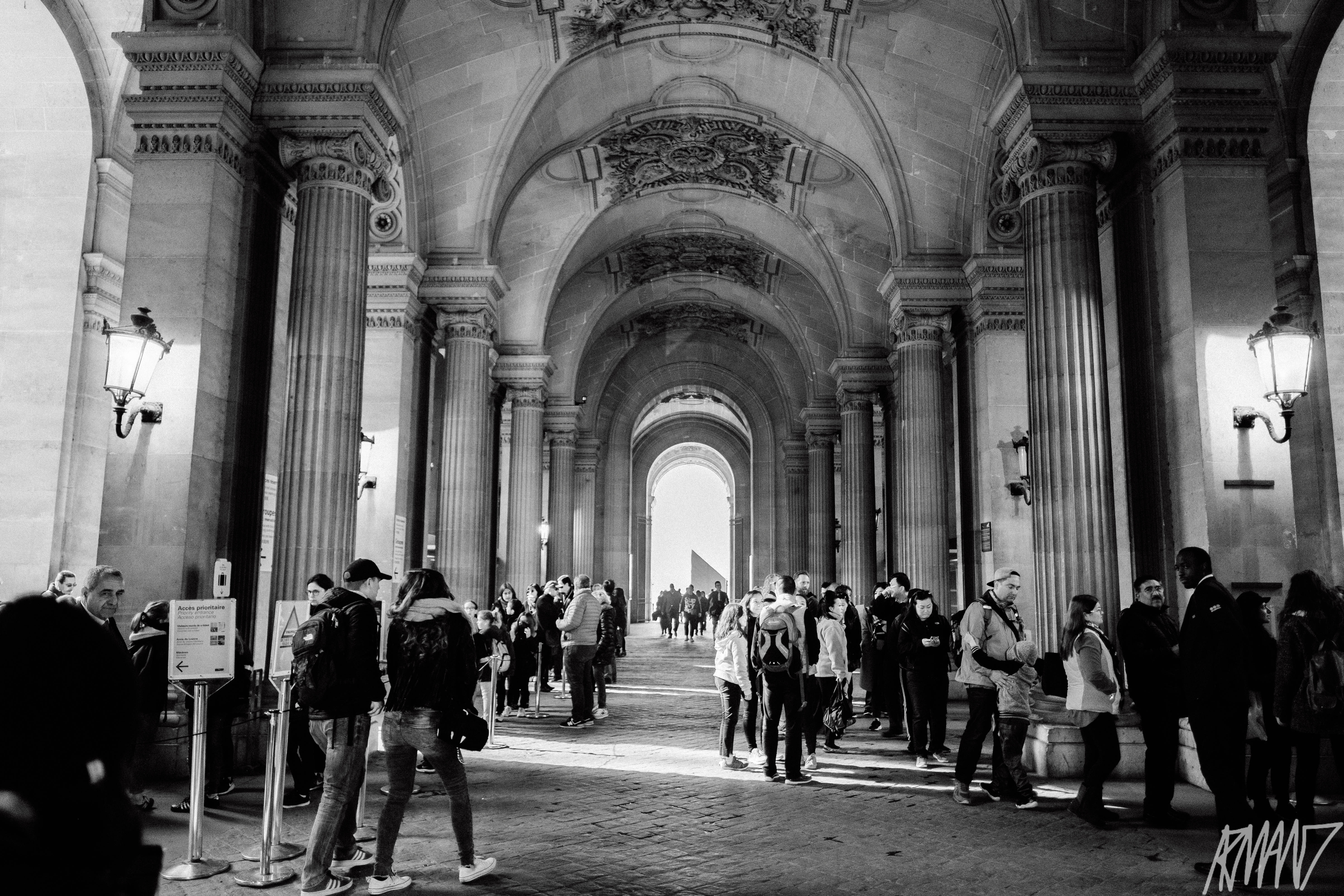
Il riaperto Passage Richelieu
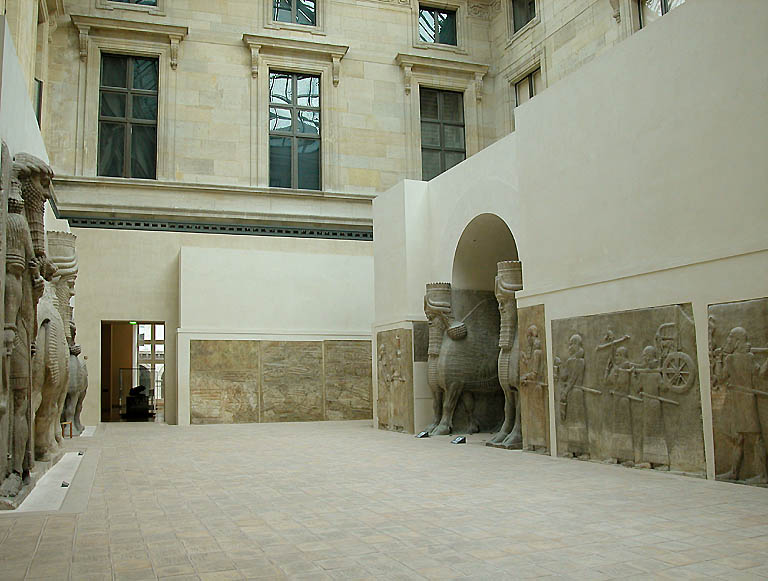
Cour Khorsabad
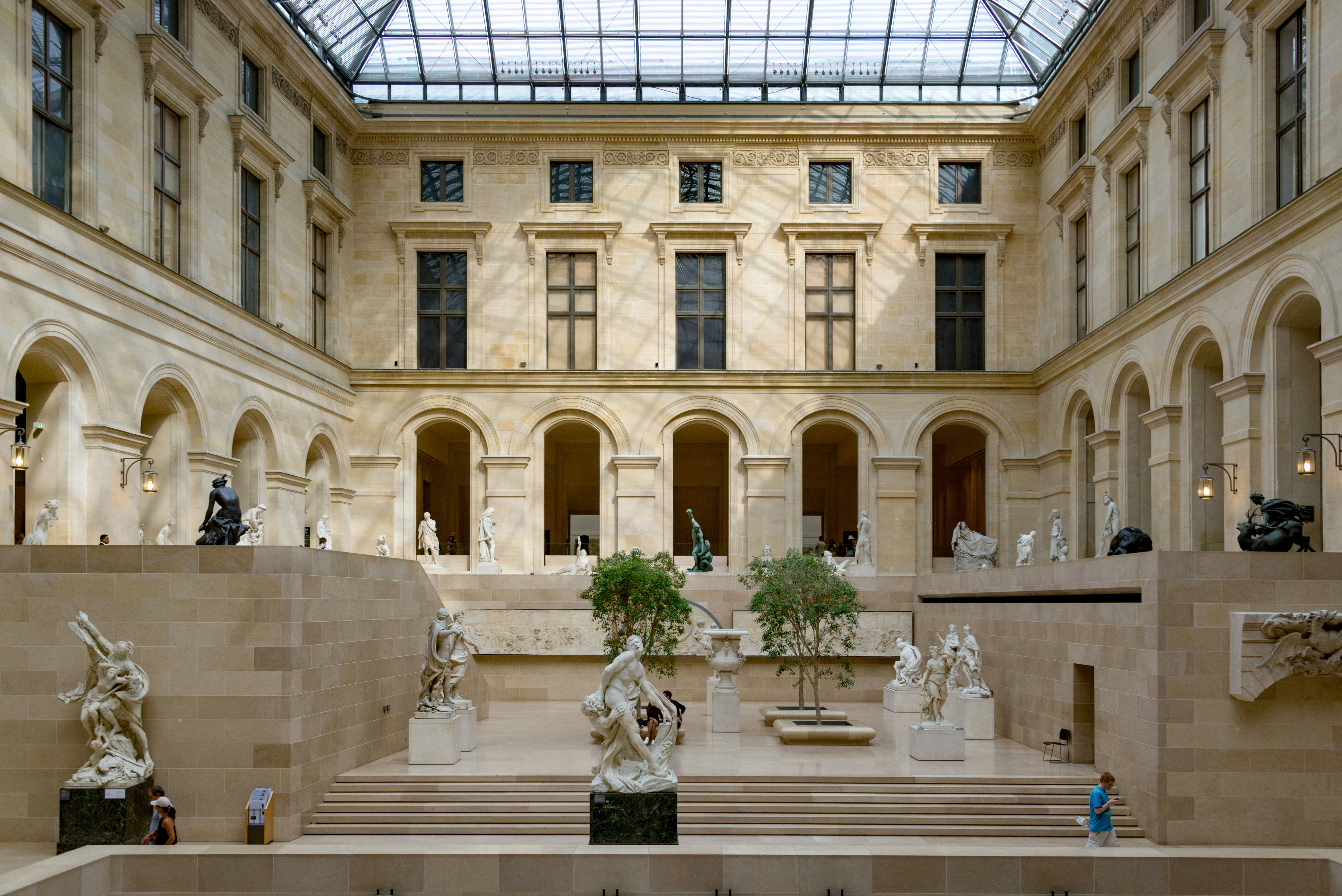
Cour Puget
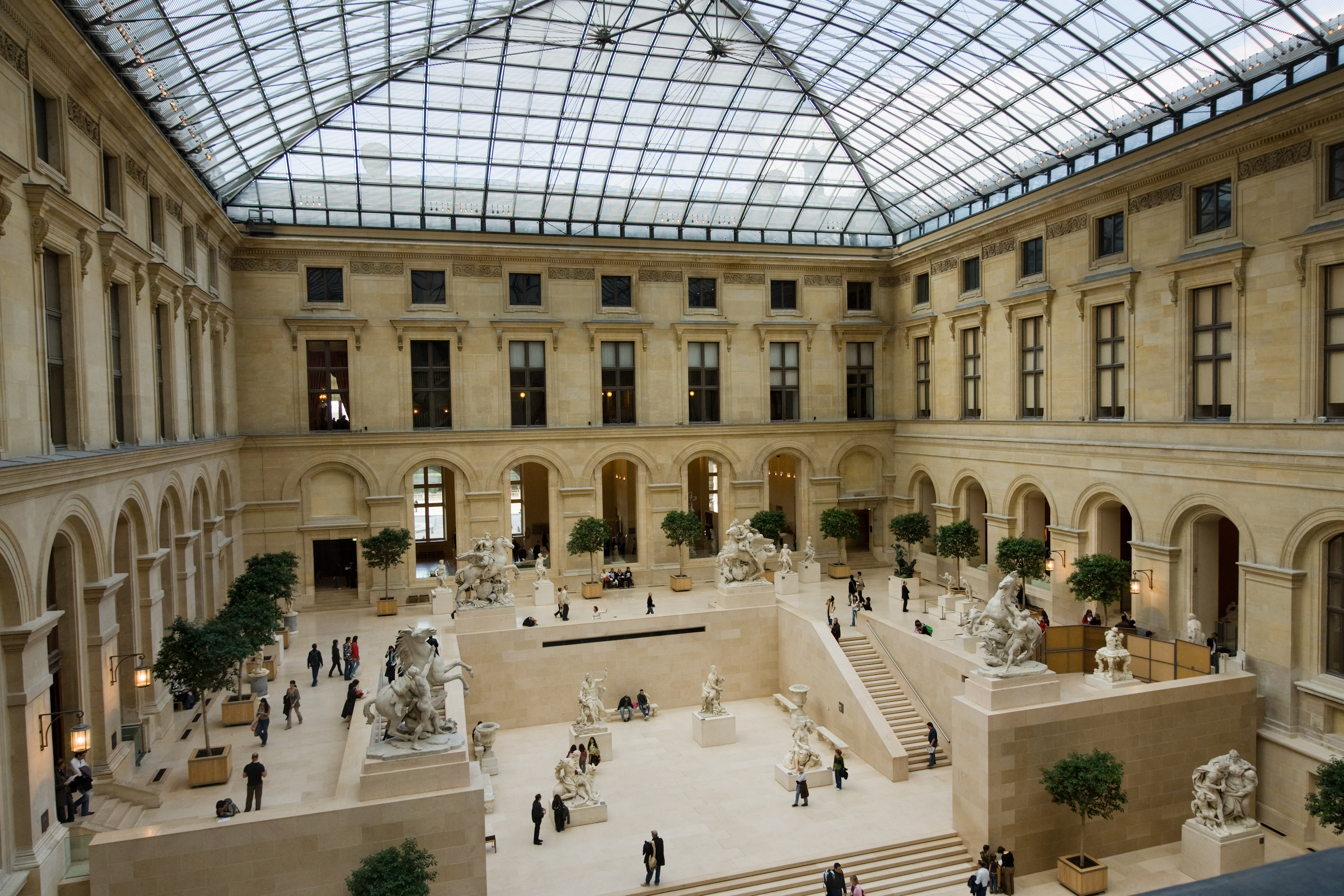
Cour Marly
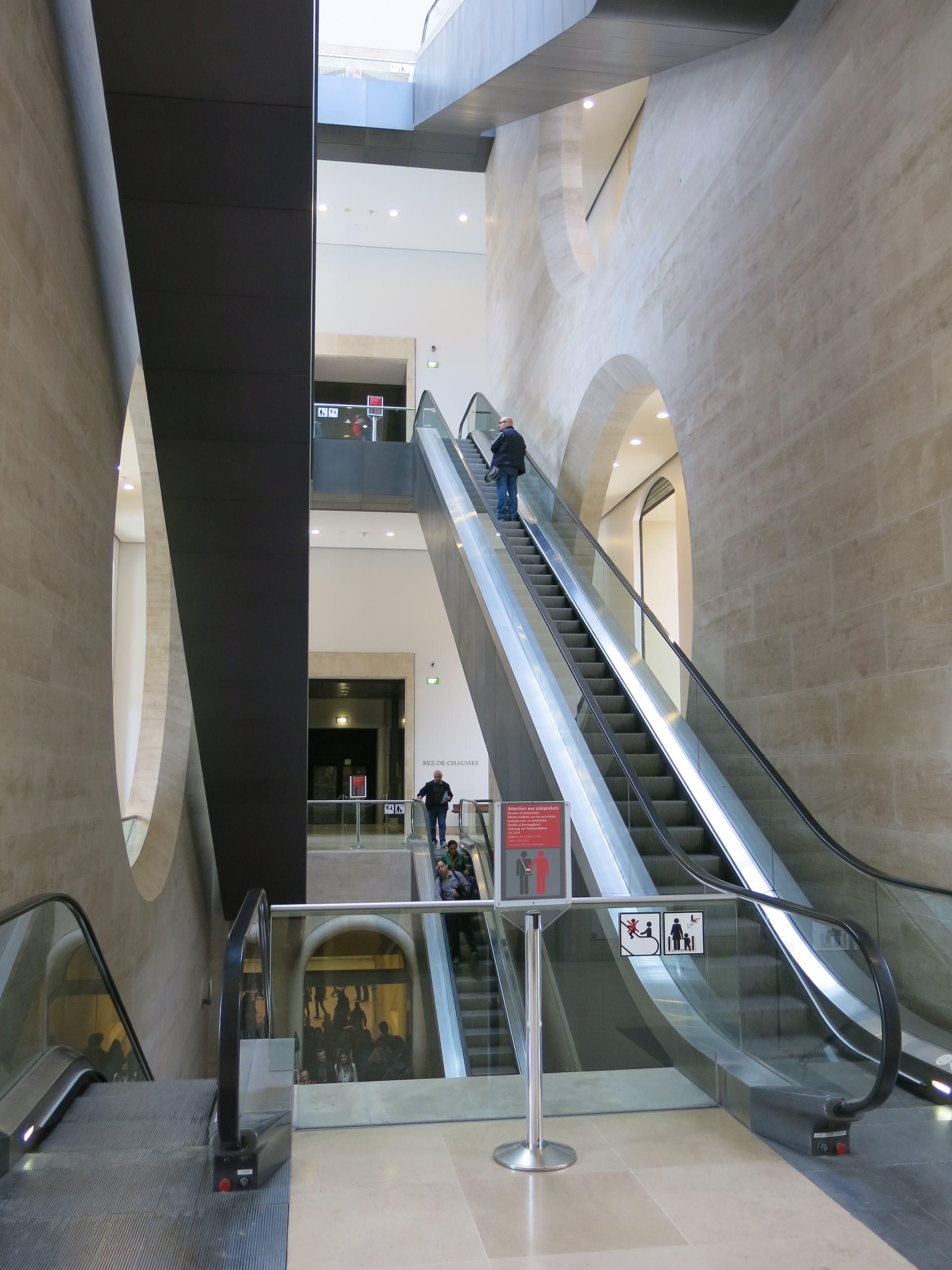
Scale mobili nell'ala Richelieu
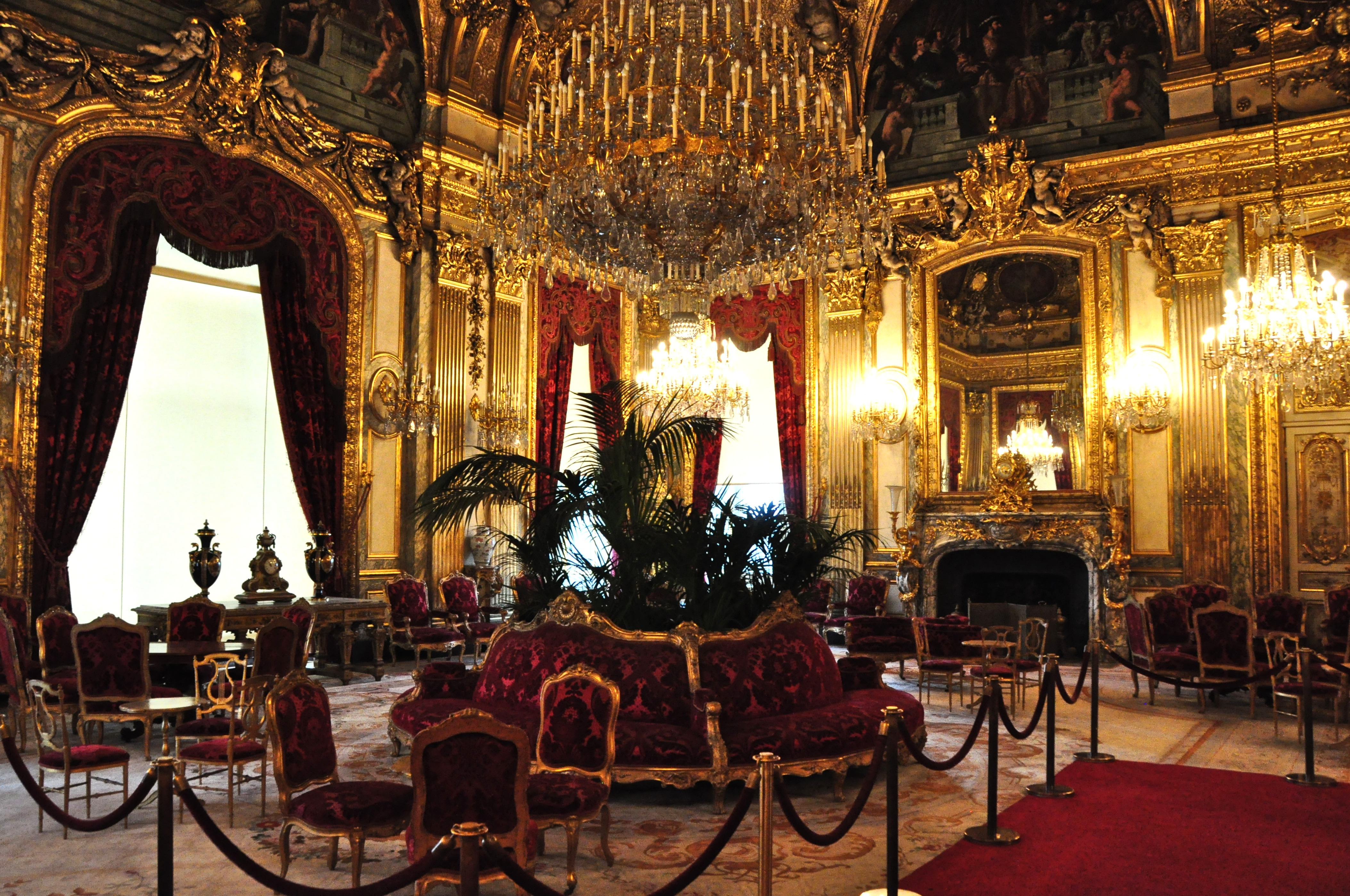
Gli appartamenti di Napoleone III nell'ala Richelieu
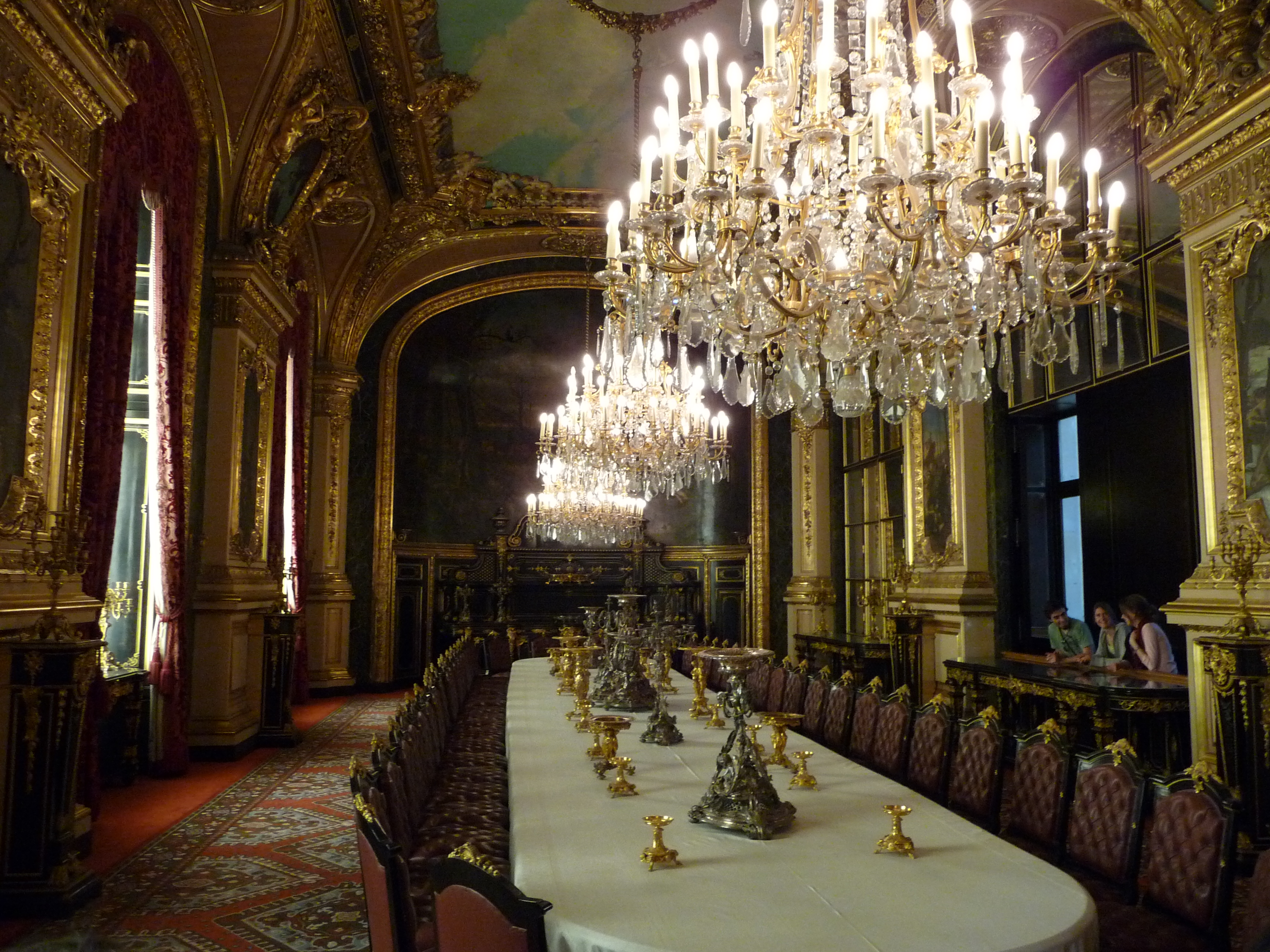
Sala da pranzo negli appartamenti di Napoleone III
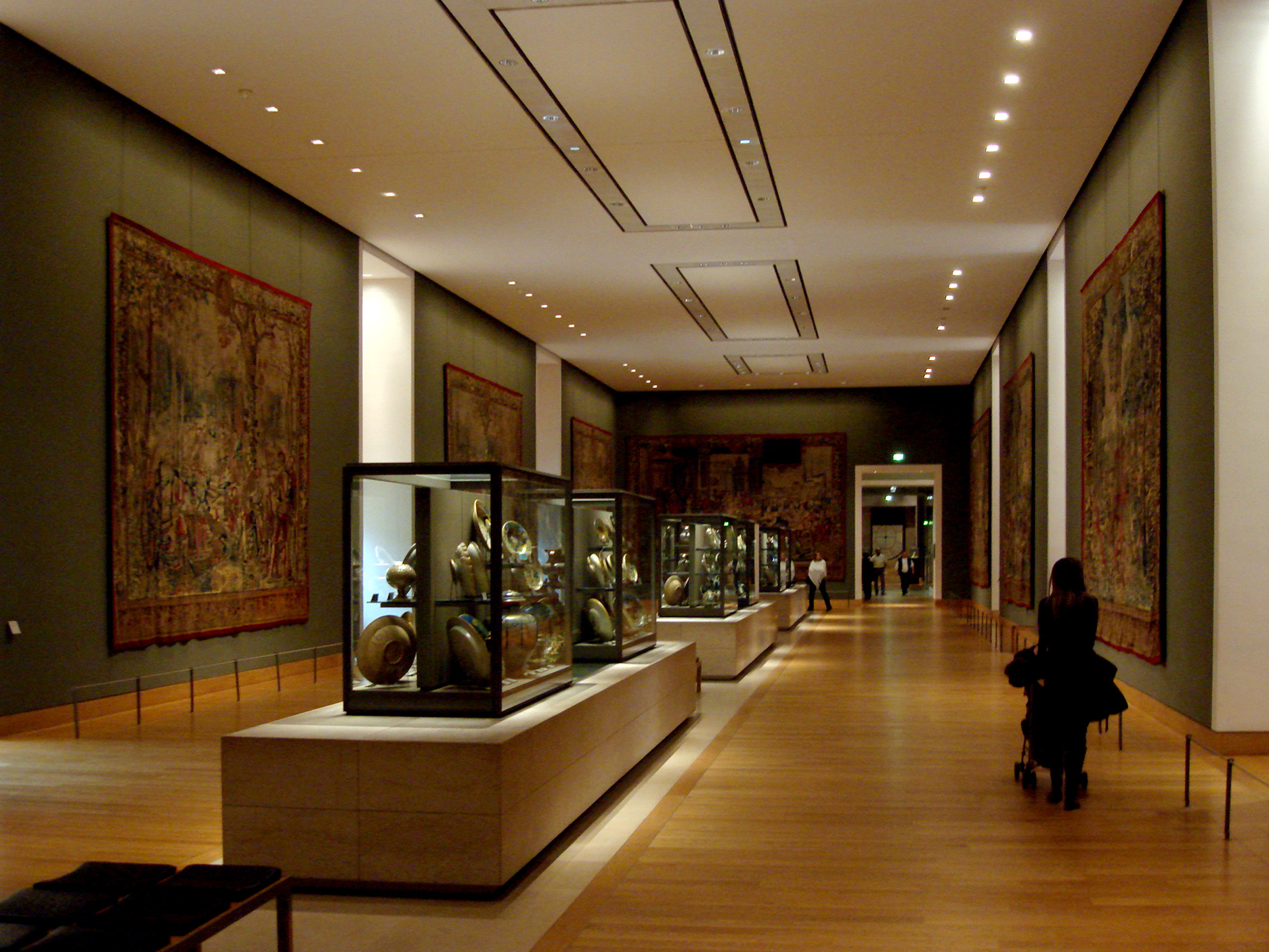
Sezione arti decorative al primo piano, disegnata da Jean-Michel Wilmotte
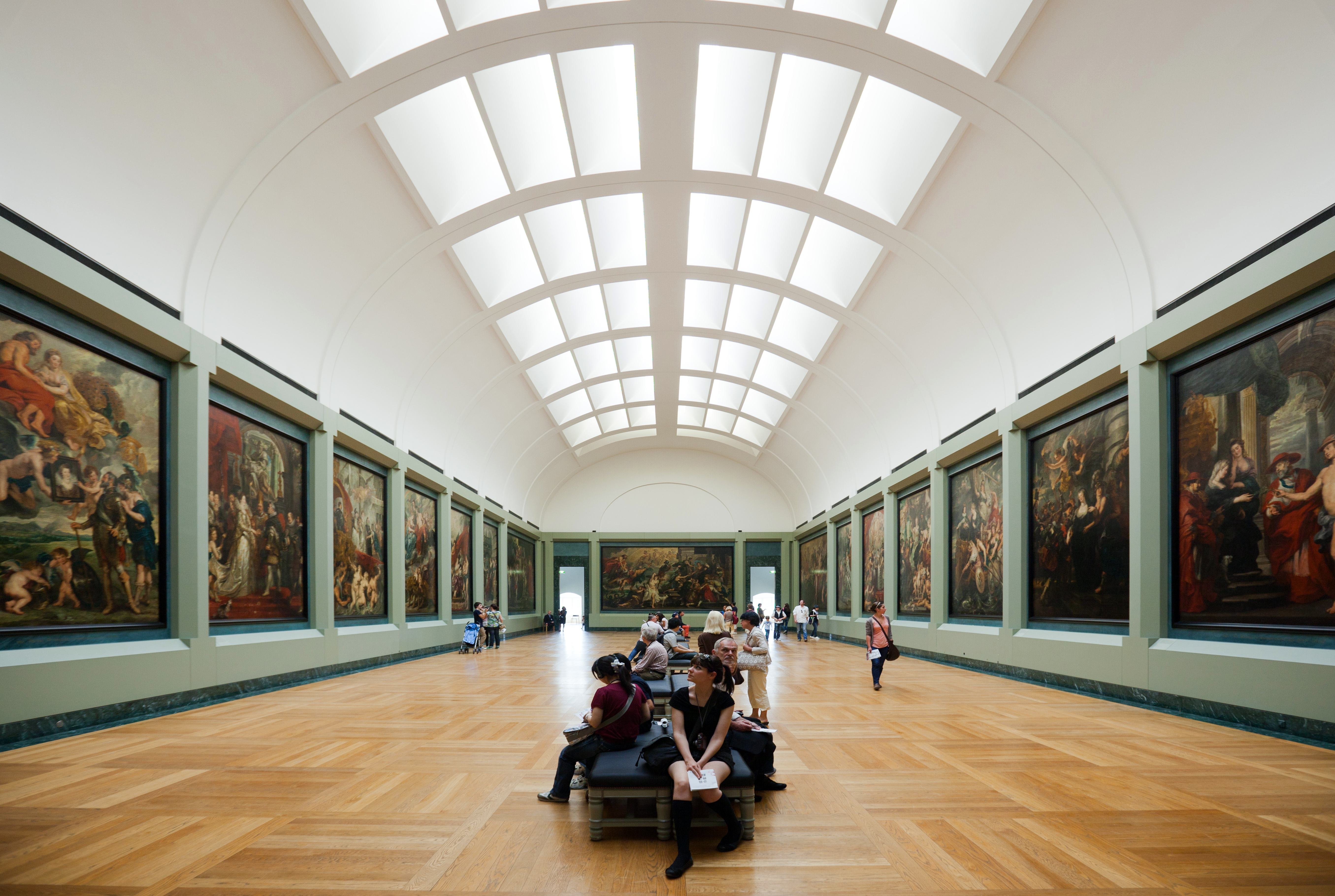
La Salle Rubens disegnata da I. M. Pei, con il ciclo di Maria de Medici
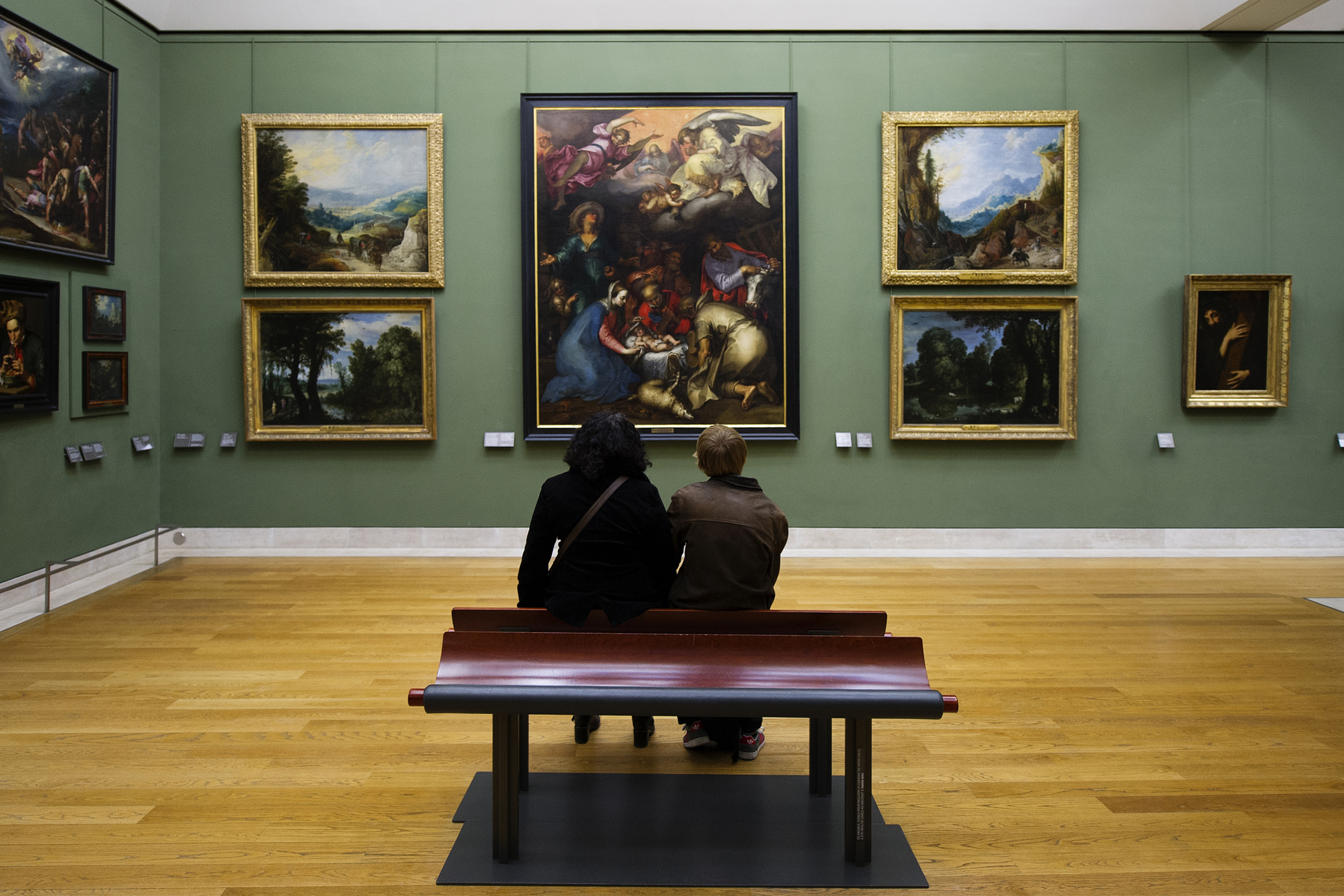
Una delle sale del secondo piano che mostra le pitture nordeuropee

## La terza fase: le ali Sully e Denon
La terza fase fu meno spettacolare delle prime due, portando essenzialmente a rinnovi e migliorie nell'impiantistica delle ali nuove del museo, tra cui ad esempio l'installazione del sistema di aria condizionata nelle gallerie, ed in particolare nella Grande Galerie, particolarmente calda in estate.
Il 28 ottobre 1994 venne aperta una sezione con sculture provenienti dall'estero. Vennero aperte nel 1997 nuove sale dedicate all'arte italiana, greca, etrusca e romana antica. Sempre nel 1997 vennero rinnovate le parti relative all'area mediorientale, denominata "Ala Sackler" per le copiose donazioni elargite da parte della famiglia Sackler. Vennero aperte contemporaneamente anche altre stanze dedicate all'arte copta con elementi provenienti in particolare dal monastero di Bawit, nell'Alto Egitto.

## Gestione del progetto e amministrazione
Sin dall'inizio del progetto, Mitterrand gestì un cerchio molto stretto attorno all'operazione Grand Louvre a differenza di molte altre opere. Il museo del Louvre ebbe ben poca autonomia nella gestione del progetto, con tutti i passaggi direttamente supervisionati dalla Direction des Musées del ministero della cultura francese.
Mitterrand nominò Émile Biasini, amministratore d'esperienza, alla gestione del primo progetto sino alle sue dimissioni nel 1987 ed alla successione di Pierre-Yves Ligen (1987-1989) e Jean Lebrat (1989-1998).

## Costi
Il progetto Grand Louvre costò un miliardo di euro, ma quadruplicò quasi lo spazio espositivo del Louvre passando da 57.000 a quasi 180.000 metri quadrati. Lo spazio espositivo effettivamente utilizzabile aumentò da 31.000 a 60.000 metri quadrati ed il numero delle opere esposte passò da 20.600 a più di 34.000. Le entrate al museo raddoppiarono dai 2.800.000 visitatori negli anni 1980-1988 a più di 5.000.000 nel 1990-2001.
Alla fine degli anni '80 quando la piramide venne aperta al pubblico venne genericamente vista come un successo, anche da molti di coloro che l'avevano criticata, finendo per diventare un vero e proprio simbolo del museo nel mondo anche grazie alla polemica che era intercorsa sulla sua realizzazione.